# Piacenza
Piacenza (, Piaśeinsa [ˌpjaˈzəisɐ] in dialetto piacentino) è un comune italiano di 103 666 abitanti, capoluogo dell'omonima provincia dell'Emilia-Romagna.
Città più occidentale della regione, ha forti relazioni con la Lombardia, con la quale confina, e in particolare con Milano nella cui area metropolitana è inserita. «Terra di passo», come la definì già Leonardo da Vinci nel Codice Atlantico in virtù della sua cruciale collocazione geografica, Piacenza integra caratteristiche dei vicini territori liguri e piemontesi sommate ad una prevalente influenza lombarda, favorita dalle comunicazioni con la vicina metropoli, che ne attenuano l’impronta emiliana. La centralità all’interno della megalopoli padana e la fitta rete di arterie stradali e ferroviarie nelle quali è inserita, hanno reso la città un polo logistico terziario di importanza europea.
Centro di antichissima fondazione e prima capitale del Ducato di Parma e Piacenza, è soprannominata la Primogenita perché nel 1848 fu la prima città italiana a votare con un plebiscito l'annessione al Regno di Sardegna.
Dal 2000 ha fatto parte stabilmente del Circuito Città d'Arte della Pianura Padana, fino al suo scioglimento avvenuto nel 2018.

## Geografia fisica

### Territorio
Piacenza è situata nella pianura Padana a un'altitudine di 61 m s.l.m. È posta sulla riva destra del Po, tra le foci del fiume Trebbia a ovest e del torrente Nure a est. A una quindicina di chilometri in direzione sud compaiono i declivi dei colli piacentini, prime propaggini dell'Appennino ligure. La posizione geografica, al crocevia fra Lombardia, Piemonte, Liguria ed Emilia, ne ha da sempre determinato le sorti strategico-militari e ne ha fatto un importante nodo autostradale e ferroviario.

### Clima
Piacenza presenta un clima temperato caldo, stabilmente umido, con estate molto calda (classificazione Köppen-Geiger Cfa) tipico della pianura Padana.
La lontananza dal mare accentua le caratteristiche di continentalità del clima piacentino rispetto al resto della regione; di conseguenza le temperature massime invernali risultano inferiori rispetto alle altre città della regione e le precipitazioni sono maggiori. Le minime invernali registrate sono inoltre inferiori a quelle delle vicine città lombarde. La vicinanza della città al fiume Po porta come conseguenza che, in tutti i periodi dell'anno, il clima sia caratterizzato da una forte umidità: d'inverno si manifesta con una certa frequenza il fenomeno della nebbia, generato dall'inversione termica, pur diventata gradualmente meno frequente - nel trentennio 1971-2000 si verificavano in media 79 giornate nebbiose all'anno, mentre nel decennio 2011-2021 gli stessi sono scesi a 39,1. D'estate, invece le condizioni meteorologiche sono spesso caratterizzate dall'afa, generata dall'alta umidità relativa nella parte di atmosfera più vicina al terreno.
Sino alla fine degli anni ottanta sono state registrate nevicate record. Nei giorni della nevicata del 1985 che colpì il nord Italia si superarono i 90 cm di neve con una temperatura record di −22,5 °C registrata alla stazione meteorologica di Piacenza San Damiano. La neve a Piacenza è sempre caduta durante il periodo invernale, fenomeno alquanto naturale, ma negli anni 90 il fenomeno si è rarefatto con un calo della frequenza e dell'intensità delle nevicate. Nell'inverno del 2008/2009 si sono registrate precipitazioni nevose record. Il mese più freddo dell'anno è gennaio con una temperatura media di 0,8 °C mentre il più caldo è luglio, con una temperatura media di 22,9 °C.

## Storia
Il territorio nel quale sorge l'odierna Piacenza era abitato fin dall'antichità da popolazioni di stirpe ligure e si trovava al centro degli scambi tra Etruschi e Greci; tuttavia, la città fu fondata dai Romani nel 218 a.C. come colonia con il nome di Placentia su un preesistente insediamento celtico.
Piacenza fu, insieme alla vicina Cremona, la prima colonia romana di diritto latino nell'Italia settentrionale, svolgendo l'importante ruolo strategico di avamposto militare contro le armate di Annibale, che muoveva dalla Spagna per giungere in Italia e portarvi devastazione. La città resistette agli attacchi punici e fiorì come centro commerciale sulla via Emilia. Da Piacenza passava anche la via Mediolanum-Placentia, strada romana che metteva in comunicazione Mediolanum (Milano) con Placentia (Piacenza) passando da Laus Pompeia (Lodi Vecchio).
La cristianizzazione della città avvenne anche per opera di martiri come sant'Antonino, centurione romano ucciso durante il regno dell'imperatore Diocleziano che divenne, poi, patrono della città e a cui venne dedicata la prima cattedrale piacentina, costruita tra il 350 e il 375 d. C. Nel 476 d.C. nelle vicinanze della città si tenne la battaglia tra mercenari germanici e le ultime truppe romane che portò alla deposizione dell'ultimo imperatore romano d'occidente, Romolo Augusto, ad opera del re degli Eruli Odoacre.
Divenuta sede di un ducato longobardo, quindi conquistata dai Franchi fu sede di contea carolingia, la città in seguito acquistò maggiore importanza attorno all'anno mille, trovandosi lungo il percorso della via Francigena. Dal 1126 fu libero comune e nel 1167 fu tra le città che costituirono la Lega Lombarda nell'ambito degli scontri con il Barbarossa, il quale fu sconfitto dall'alleanza tra i comuni nel 1176 a Legnano. Nel 1183, presso la basilica di Sant'Antonino, vennero firmati i preliminari della pace di Costanza tra i delegati della Lega Lombarda e i delegati imperiali. Dopo due secoli di lotte tra le famiglie nobili di opposta fede guelfa e ghibellina, a partire dal 1335 la città fu assoggettata alla signoria della famiglia Visconti. In seguito rimase, con l'eccezione di brevi periodi, sotto il dominio milanese fino al 1521 quando passò sotto il controllo dello stato della Chiesa.
Nel 1545 fu eretta a ducato ad opera del papa Paolo III insieme alla vicina Parma, divenendo, inizialmente, la capitale del Ducato di Parma e Piacenza governato dalla famiglia Farnese. Dopo l'assassinio del duca Pierluigi Farnese in seguito a una congiura di nobili piacentini capitanata da Giovanni Anguissola, la città ritornò brevemente sotto il controllo milanese, prima di ritornare parte del Ducato di Parma e Piacenza governato dal figlio di Pierluigi, Ottavio Farnese nel 1556.
Con l'estinzione della famiglia Farnese, a partire dal 1731 fu governata dalla famiglia Borbone. Conquistata dalle truppe francesi durante il periodo napoleonico, venne aggregata all'impero come parte del dipartimento del Taro. Dopo la restaurazione il ducato venne ricostituito assegnandolo a Maria Luigia d'Austria, che lo mantenne fino alla propria morte, in occasione della quale lo stato ritornò ai Borbone.
Con un plebiscito tenutosi il 10 maggio 1848 Piacenza fu la prima città a chiedere l'annessione al Regno di Sardegna, nucleo del futuro Regno d'Italia, guadagnandosi l'appellativo di città primogenita d'Italia. Piacenza entrò, poi, a far parte definitivamente dello Stato sabaudo nel 1860, in seguito al plebiscito delle province dell'Emilia.
Importante centro della resistenza partigiana durante la guerra civile nel 1943-1945, venne liberata dai partigiani il 28 aprile 1945, poche ore prima dell'arrivo degli alleati.
La città attraversò dagli anni '60 un periodo di forte sviluppo agricolo e industriale che portò ad un'espansione urbana, soprattutto sul versante meridionale. La città e la provincia furono interessate, come mezzo secolo prima, da una rinnovata emigrazione all'estero, a cui successivamente subentrò l'immigrazione interna dalle campagne e dal Sud e, in seguito, dall'estero. A partire dagli anni '90, la città, così come la provincia, sviluppò una vocazione logistica diventando un polo di dimensione europea. Parallelamente, ottenuto il riconoscimento di città d'arte da parte della regione Emilia-Romagna, Piacenza ha sviluppato anche una vocazione turistica e universitaria, con la progressiva apertura di nuovi corsi di laurea.

Lo stemma della città durante il periodo napoleonico.

### Simboli

Gonfalone in uso

Lo stemma di Piacenza, secondo il regio decreto del 27 settembre 1938, è uno scudo: 
 In realtà nello stemma in uso la lupa è di colore nero.
La parte rossa in cui è raffigurato un quadrato bianco o argenteo costituisce anche lo stemma della provincia di Piacenza. Sull'origine di questo partito gli studiosi si dividono: per alcuni questa metà rimanderebbe alle insegne della legione Tebea o Tebana, ai tempi di Diocleziano, nella quale era arruolato il martire cristiano e patrono Antonino. Nella tradizionale iconografia, infatti, il santo protettore è ritratto mentre regge il vessillo militare. La placca quadrata probabilmente rappresenta il tipico accampamento romano, il castrum. Altri mettono in dubbio sia l'appartenenza di Sant'Antonino alla Legione Tebea sia la storicità di questa legione così come è tramandata e sostengono che il quadrato sia la stilizzazione di un dado. Sono state ipotizzate anche la raffigurazione di una focaccia chiamata placenta tra i Romani e lo stemma a scacchi della famiglia Pallavicino. Secondo altre teorie, la figura geometrica non nasconderebbe alcun simbolismo, come accadeva in quasi tutte le figure araldiche medievali. Essa, inserita in una bandiera, è scolpita sopra la prima pietra del palazzo Comunale posata nel 1281.
Nella parte bianca viene raffigurata la lupa capitolina, emblema di Roma. Ciò simboleggia lo stato di "civitas romana" (e il conseguente dono delle insegne con la lupa) di cui la città, la prima colonia fondata dai romani insieme alla gemella Cremona nel 218 a.C., fu omaggiata.
Il gonfalone, rosso con al centro un rettangolo di tessuto bianco recante lo stemma cittadino, recita: Città di Piacenza, Primogenita d'Italia. Secondo la blasonatura del decreto esso dovrebbe essere interamente bianco. L'appellativo "Primogenita" sta a significare il fatto che la città nel 1848 è stata la prima a chiedere l'annessione al nascente Regno d'Italia, allora Regno di Sardegna.
Il mosaico dell'antico stemma è visibile all'interno del cortile del palazzo Comunale (lo stemma riconosciuto nel 1938 è invertito rispetto all'antico).
I due elementi caratterizzanti lo stemma sono stati adottati anche da altri Comuni della zona. Il “dado” ricorre negli emblemi di Pontenure (PC) e Borgonovo Val Tidone (PC), mentre la lupa romana in quello di Codogno (LO).

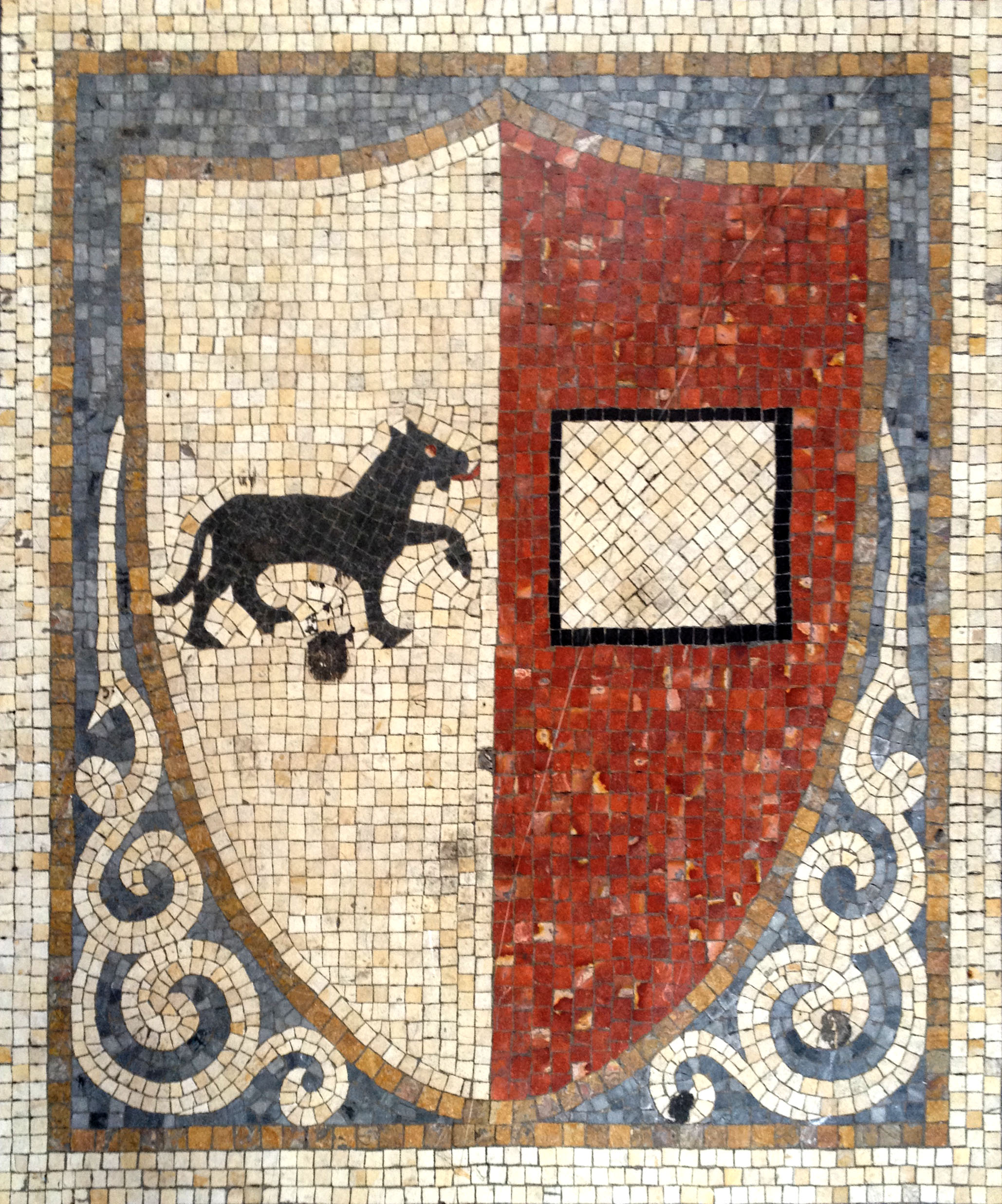
Mosaico dell'antico stemma comunale.

### Onorificenze
La città di Piacenza è tra le 27 Città decorate di medaglia d'oro come "benemerite del Risorgimento nazionale" per le azioni altamente patriottiche compiute dalla città nel periodo del Risorgimento, nel periodo compreso tra i moti insurrezionali del 1848 e la fine della prima guerra mondiale nel 1918. Inoltre è tra le città decorate al valor militare per la guerra di liberazione perché è stata insignita della medaglia d'oro al valor militare il 9 aprile 1949.:
Nel 2016 viene premiata dall'ufficio nazionale antidiscriminazioni razziali, come "Capitale Antirazzista 2016", per aver vinto un concorso nazionale a cui il comune ha partecipato nel corso del 2015.

## Monumenti e luoghi d'interesse

### Architetture religiose

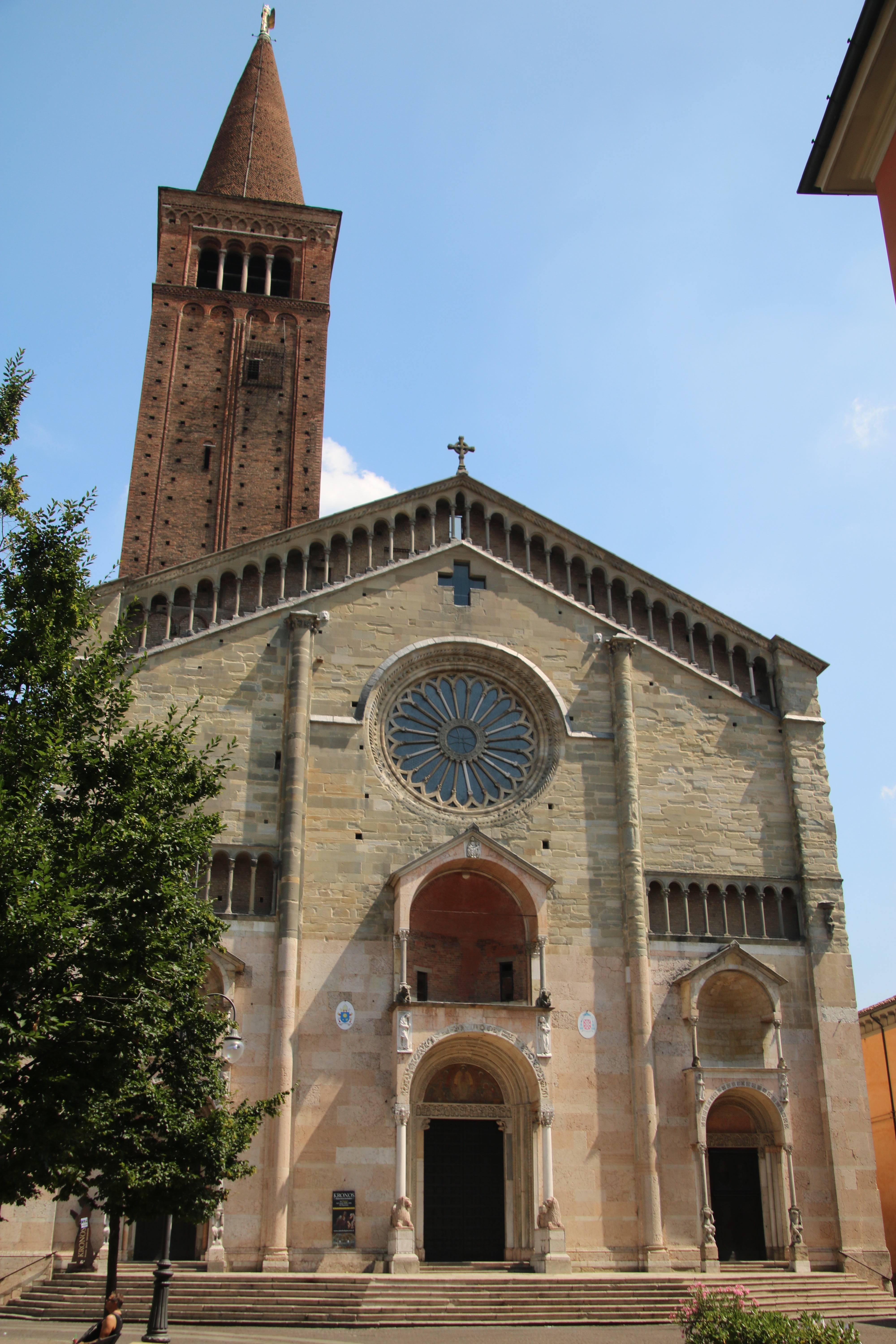
Cattedrale.

- Cattedrale, chiesa madre della diocesi di Piacenza-Bobbio, costruita in due fasi, tra il 1122 e il 1150 e il 1202 e il 1235 (o tra il 1207 e il 1250 secondo altre fonti) in stile romanico con aggiunta di elementi gotici nella seconda fase. Il progetto dell'edificio sarebbe opera di Niccolò, con cui avrebbe collaborato anche Wiligelmo[70]. L'interno presenta la cupola affrescata nel seicento dal Morazzone e dal Guercino. Presbiterio e coro furono affrescati ad opera di Camillo Procaccini e Ludovico Carracci verso la fine del cinquecento: buona parte delle loro opere sono state spostate dalle loro collocazioni originarie nel corso di restauri ottocenteschi[71]. Sotto la cella campanaria quadrifora è sospesa una gabbia in ferro voluta da Ludovico il Moro nel 1495, sorta di deterrente per i malfattori dell'epoca.

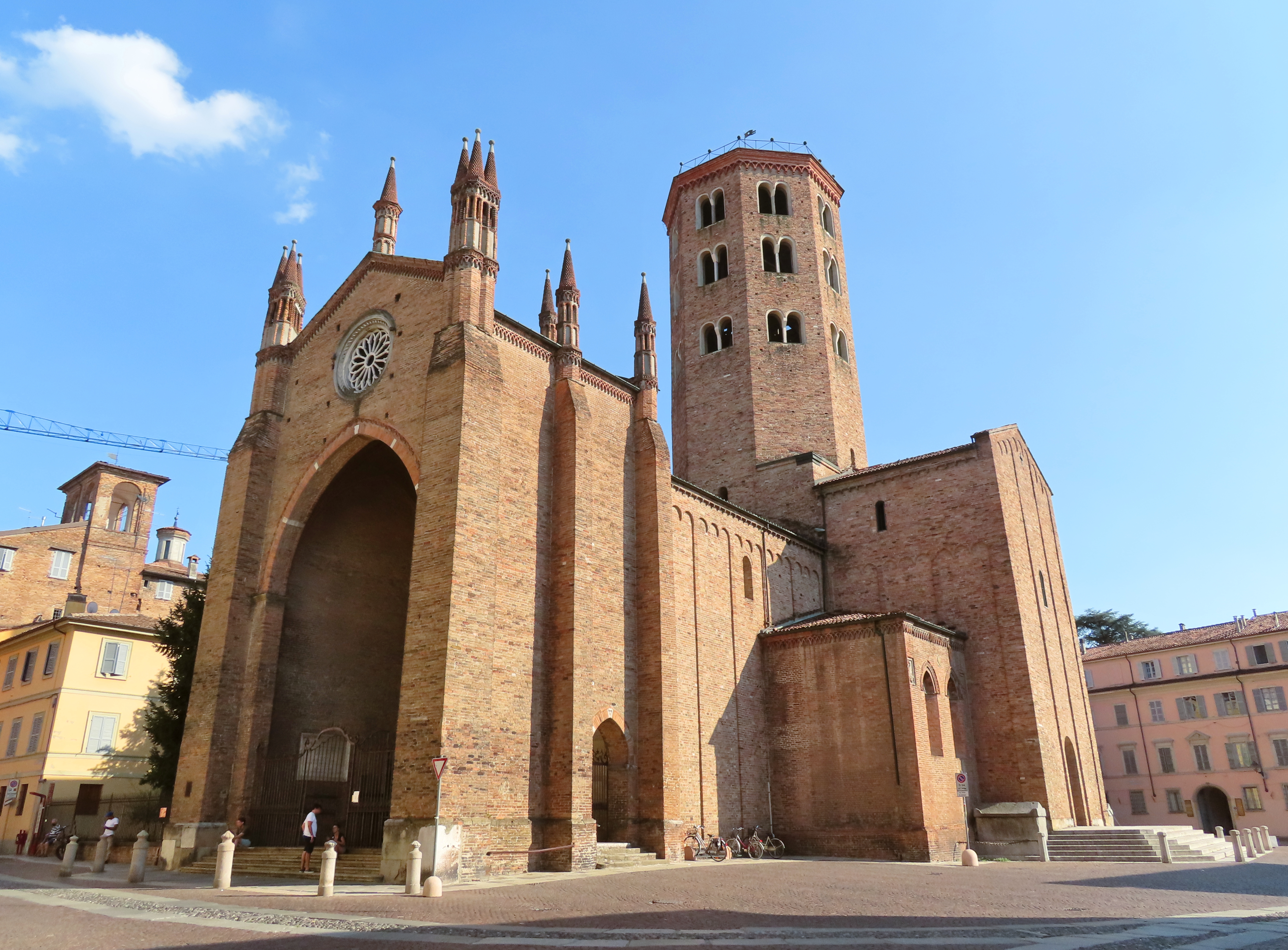
Chiesa di Sant'Antonino, patrono di Piacenza

- Basilica di Sant'Antonino, costruita tra il 350 e il 375 in stile romanico, fu più volte rimaneggiata, l'ultima delle quali, tra il 1915 e il 1930 ad opera dell'architetto Giulio Ulisse Arata. Presenta un campanile ottagonale, un chiostro risalente al 1483 nel lato sud e un ingresso, detto Portico del Paradiso, realizzato nel 1350 per opera di Pietro Vago. Conserva al suo interno le reliquie di Antonino di Piacenza, martire cristiano ucciso presso Travo[72].
- Basilica di San Savino, realizzata per opera del vescovo Sigifredo e consacrata nel 1107, è situata nel luogo dove san Savino, secondo vescovo di Piacenza, aveva fondato una basilica nel IV secolo d.C. Durante il Settecento l'edificio fu radicalmente rimaneggiato alterando l'originale stile romanico con l'aggiunta di stucchi e altri ornamenti all'interno e la ricostruzione in stile neoclassico della facciata, avvenuta nel 1721[73].

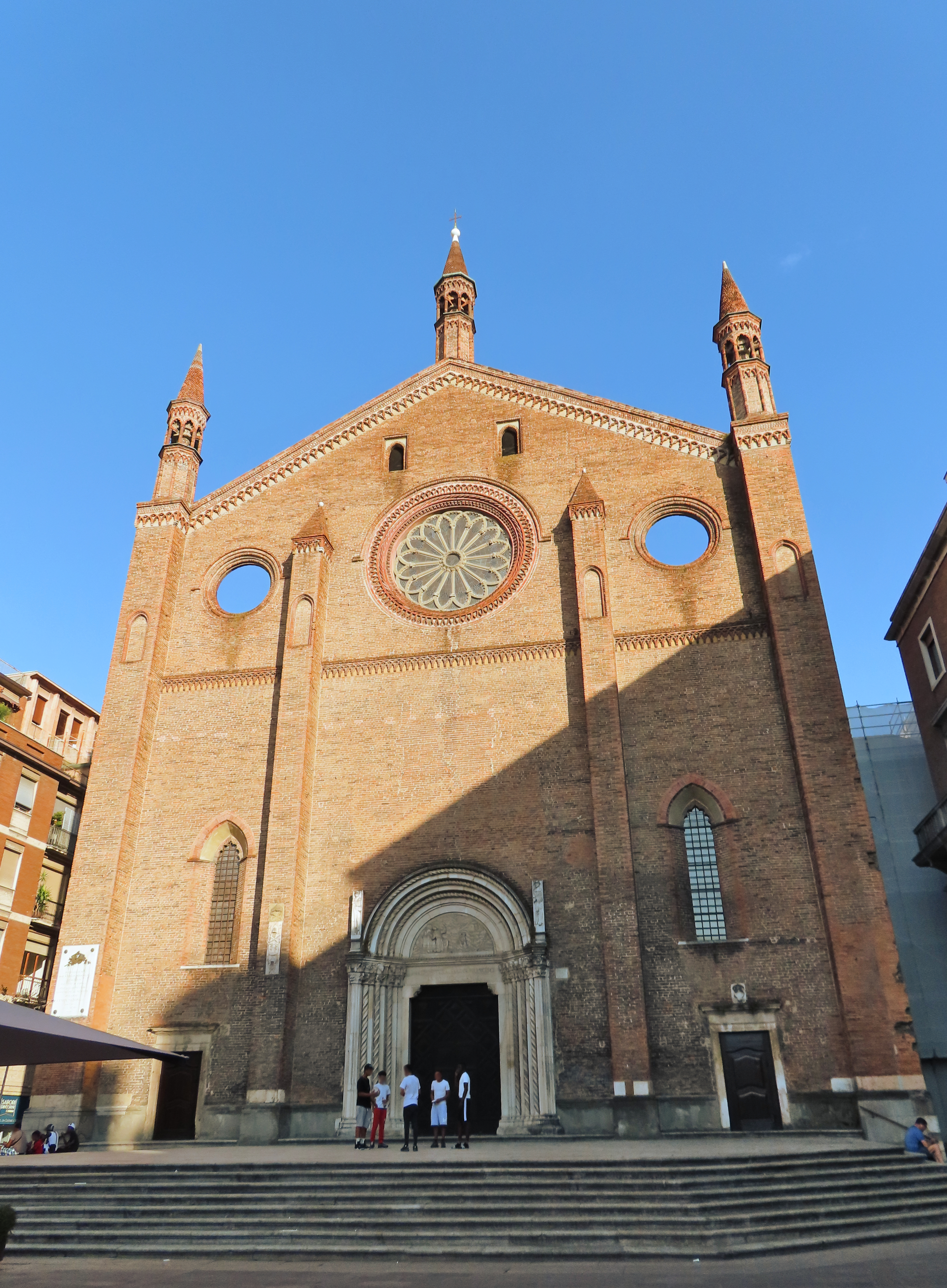
Basilica di San Francesco d'Assisi.

- Basilica di San Francesco d'Assisi situata in piazza Cavalli. È realizzata in stile gotico lombardo tra il 1278 e il 1373. Sulla facciata sono visibili due contrafforti, un rosone, una cuspide e alcune guglie, mentre archi rampanti sono presenti sui lati; su quello destro è ancora esistente parte dei chiostri di cui rimane un porticato. Al suo interno, ornato di affreschi del XV e XVI secolo, venne proclamata l'annessione della città al Regno di Sardegna nel 1848. Il portale mediano della basilica reca al sommo una lunetta con il rilievo di San Francesco stigmatizzato, e all'interno, sulla parete destra del deambulatorio, v'è un bassorilievo con Rettore in cattedra e frati, eseguiti nella bottega di Giovanni Antonio Amadeo intorno al 1490. Nella basilica è sepolto il patriota Giuseppe Manfredi, presidente del Senato del Regno d'Italia, morto nel 1918.
- Basilica di San Giovanni in Canale, fondata nel 1220 dai domenicani, venne ampliata con la realizzazione di tre campate alla metà del XVI secolo; nella stessa epoca venne anche ampliato il coro. Tra i vari monumenti sepolcrali presenti, vi è una tomba dipinta, unica a Piacenza, e il grande sarcofago della famiglia Scotti. Il sepolcro di Guglielmo da Saliceto, del 1501, posto nel chiostro denota i caratteri dello stile dell'Amadeo[74].
- Basilica di Santa Maria di Campagna, edificio in stile rinascimentale costruito tra il 1522 e il 1528 su progetto di Alessio Tramello in sostituzione di un preesistente santuario[75], si trova in piazzale delle Crociate, così chiamato perché qui, durante il concilio di Piacenza del marzo 1095, papa Urbano II annunciò la prima crociata, bandita ufficialmente nel successivo concilio di Clermont[75]. Inizialmente a croce greca, venne, in seguito trasformata a croce latina rovesciata tramite l'allungamento del presbiterio[76], il quale venne completato in 6 anni. La cupola e due cappelle sono decorate con affreschi opera di Giovanni Antonio Sacchi detto il Pordenone[77][78]. All'interno sono presenti opere di Galeazzo, Antonio, Giulio e Bernardino Campi, di Camillo Procaccini, del Guercino, del Malosso e di Jan Geernaert. Contiene, inoltre, due organi a canne fabbricati dai Serassi di Bergamo. Quello più grande, collocato in cornu Epistolae, venne costruito tra nel 1825 e nel 1838 su progetto dell'organista e compositore organistico padre Davide da Bergamo[79]. Invece, l'organo più piccolo, collocato nella navata sul pavimento, è stato costruito nel 1836, in origine strumento di "casa" dei Serassi ed è stato collocato nella basilica nel 1991 proveniente dal teatro Municipale.

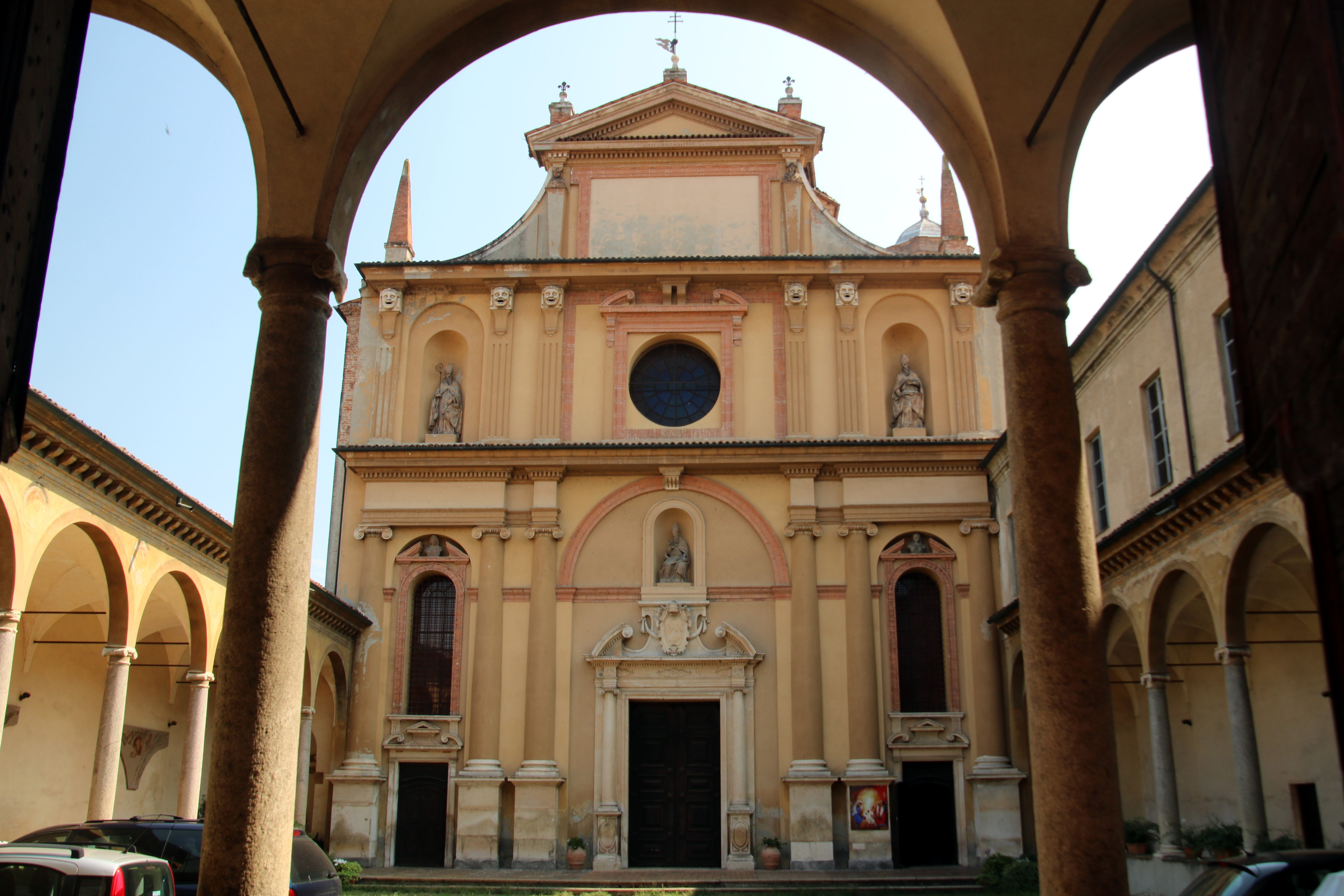
Chiesa di San Sisto

- Chiesa di San Sisto basilica rinascimentale che vanta un prezioso coro ligneo del 1514. Edificata nel XIV secolo dove antecedentemente si trovava un tempio costruito nell'874 per volere dell'imperatrice Angilberga, moglie di Ludovico II il Giovane ed è la prima opera religiosa dell'architetto Alessio Tramello nella sua maturità. Ospita la copia del capolavoro di Raffaello Sanzio, la Madonna Sistina: l'originale, eseguito per la chiesa piacentina, venne venduto dai benedettini nel 1754 ad Augusto III, re di Polonia ed elettore di Sassonia. In seguito all'unità d'Italia, il complesso è stato separato in due con la chiesa che ha continuato a svolgere la sua funzione religiosa e il monastero che è stato occupato dal 2º Reggimento genio pontieri[80].
- Basilica del Santo Sepolcro, basilica[81] realizzata da Alessio Tramello tra il XV e il XVI secolo. La facciata presenta contrafforti e un portale di stile barocco. Al suo interno il pittore Antonio Beduschi realizzò un Martirio di Santo Stefano e una Pietà[82]. Il nome forse deriva da un pellegrino piacentino che, tornato dalla visita del Santo Sepolcro a Gerusalemme, nel 938 fece edificare un luogo di culto che poi andò distrutto. In epoca napoleonica fu riadattata come ospedale militare e solo nel 1903 fu nuovamente riconsacrata alla preghiera.

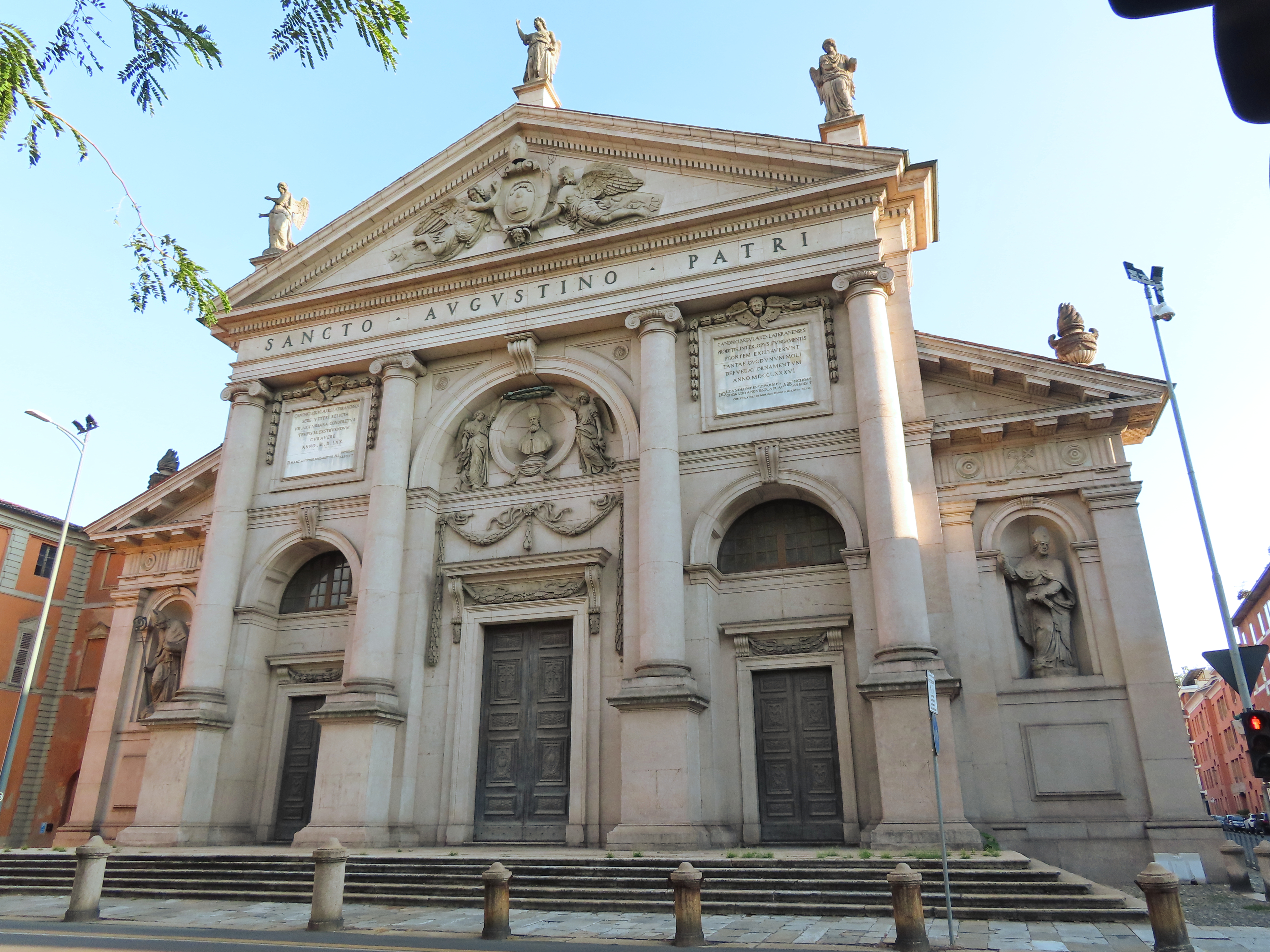
Basilica di Sant'Agostino.

- Basilica di Sant'Agostino, risalente al XVI secolo, presenta una facciata in granito in stile neoclassico, realizzata da Camillo Morigia. È l'unica chiesa della città che presenta una pianta a cinque navate. Frammenti di affreschi del Malosso sono visibili sulle pareti del transetto. Sconsacrata dopo l'epoca napoleonica, è diventata sede di una galleria dedicata all'arte contemporanea[83].
- Chiesa delle Benedettine, edificata tra il 1677 e il 1681 da Domenico Valmagini per volontà di Ranuccio II Farnese. Originariamente parte di un complesso con monastero, chiuso nel 1810, è diventata successivamente di proprietà del demanio[84].
- Chiesa di San Lorenzo, risalente al XIV secolo. Al suo interno si potevano ammirare gli affreschi del Ciclo di Santa Caterina, opera di un maestro lombardo della cerchia di Giovannino de’ Grassi, e spostati nel Museo Civico sito in palazzo Farnese nel novecento dopo che la chiesa era stata sconsacrata e adibita a magazzino e rifugio[85] e teatro[86].
- Chiesa di San Dalmazio, dedicata a San Dalmazzo di Pedona, la chiesa con annesso monastero formava un complesso religioso già documentato nel 1040[87], sorto su una chiesa preesistente i cui resti nella cripta possono essere fatti risalire secondo gli storici al VII secolo, come dipendenza dell'abbazia di Val Tolla sorta anch'essa nel VII secolo ad opera del vescovo di Piacenza Catarasino, già monaco francese benedettino[88], e gestita dai monaci dell'abbazia di San Colombano di Bobbio, sotto la cui influenza ed egemonia ricadeva allora la val Tolla. La chiesa di San Dalmazio, nata come priorato dell'abbazia, divenne in seguito parrocchia. Soppressa nell'Ottocento dal vescovo Giovanni Battista Scalabrini, fu eretta ad "oratorio ducale" da Maria Luigia d'Austria il 24 ottobre 1826, titolo che Carlo III di Borbone, il 3 febbraio 1850, sostituì in quello di "oratorio reale". Ad occuparsi della conservazione della Chiesa di S. Dalmazio e degli edifici annessi di sua proprietà a seguito di donazione da parte di Maria Luigia d'Austria, è la Confraternita dello Spirito Santo.
- Chiesa di San Donnino, risalente al XII secolo e poi ricostruita nel 1236 in stile romanico, presenta una facciata rifatta nel 1889 da Camillo Guidotti[89].
- Chiesa di Sant'Anna, costruita una prima volta nel XII secolo e poi ricostruita nel 1334, conserva al suo interno una statua lignea di San Rocco, opera di Giovanni Angelo Del Maino del 1534.

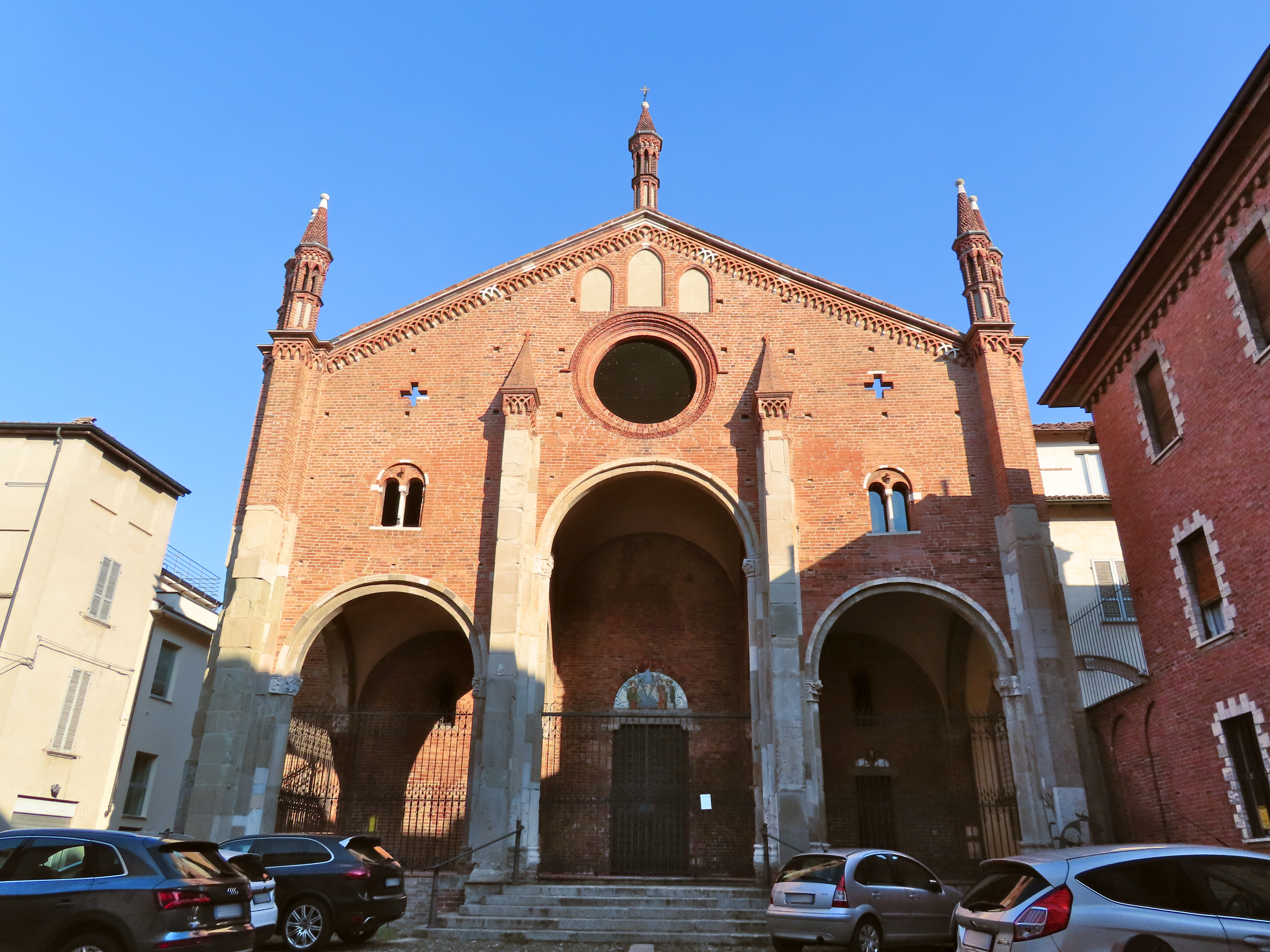
Basilica di Sant'Eufemia.

- Basilica di Sant'Eufemia, anch'essa in stile romanico. In questa chiesa sono state sepolte le spoglie del vescovo Aldo Gabrielli da Gubbio, che consacrò l'edificio. Al suo interno conserva una figura femminile, scultura lignea del 1516 circa, opera di Giovanni Angelo Del Maino.

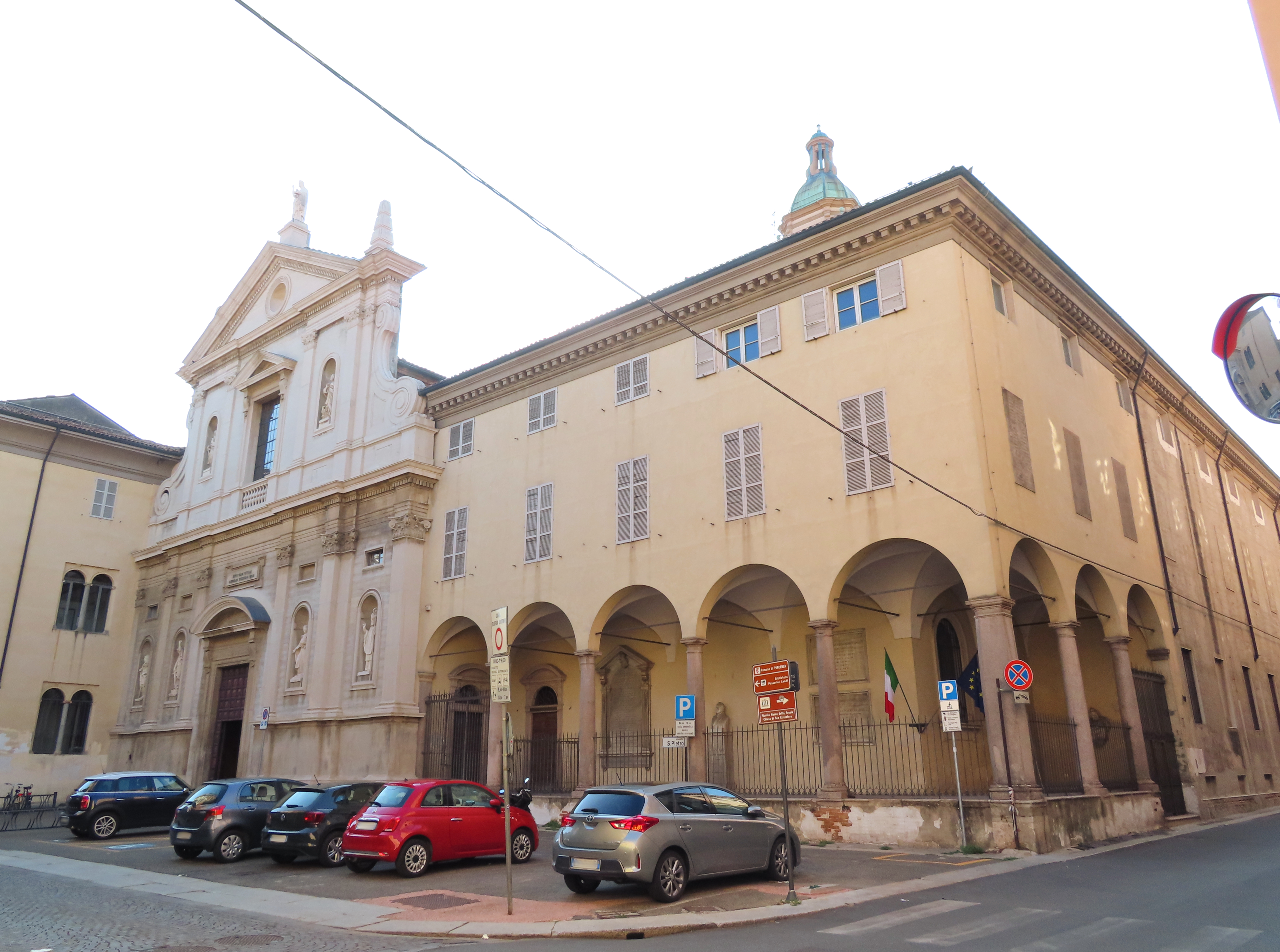
Palazzo del collegio dei Gesuiti e chiesa di San Pietro Apostolo.

- Chiesa di San Pietro, riedificata dai gesuiti nel 1587 sopra un preesistente edificio anteriore al Mille. Accanto alla chiesa sorge il palazzo del collegio dei Gesuiti, completato nel 1593 e diventato sede della biblioteca Passerini Landi[90][91].
- Chiesa di Santa Brigida d'Irlanda, dedicata alla patrona d'Irlanda Santa Brigida, venne fondata fra l'826 e l'850 come monastero benedettino di Santa Brigida[92][93] dall'irlandese San Donato, vescovo di Fiesole, per ospitare i pellegrini irlandesi. La chiesa, assieme all'annesso xenodochio, ospedale e ospizio dei pellegrini, dedicato alla Santa Risurrezione, con vari possedimenti e beni venne donata il 20 agosto dell'850 all'abbazia di San Colombano di Bobbio[94]. La donazione fu confermata nell'862 in un inventario dei beni bobbiesi in Piacenza, arricchito di altre proprietà feudali[95] e mezzi tra cui le spettanze di olio e ferro da parte della corte di Soriasco di Santa Maria della Versa, da parte dell'imperatore Ludovico II[96].
- Chiesa di San Paolo, edificio in stile barocco risalente al seicento su un preesistente luogo di culto trecentesco, a sua volta succeduto a una chiesa antecedente al Mille. La chiesa ha una facciata molto semplice con interno a unica navata con sei cappelle laterali. Le opere conservate all'interno di San Paolo sono San Biagio guarisce un fanciullo e San Biagio accolto in paradiso dal Redentore di Giovanni Evangelista Draghi. Di Robert de Longe sono Martirio di San Biagio. Di un pittore trecentesco anonimo è la Madonna con Bambino in trono. Di Pietro e Bartolomeo Baderna sono gli Episodi della sacra scrittura e l'affresco con la Caduta di San Paolo sulla via di Damasco. Gli affreschi raffiguranti le Beatitudini sono di Luciano Ricchetti mentre le decorazioni della volta sono di Angelo Capelli. Il pergamo di Giovanni Leoni è un progetto del piacentino Andrea Guidotti.
- Monasteri regi di San Tommaso e di San Siro (scomparsi), di fondazione regia longobarda come dipendenza dell'abbazia di val Tolla[97], e gestiti dai monaci dell'abbazia di San Colombano di Bobbio. I diplomi dei re longobardi Ildebrando (744) e Rachis (746) sancirono il passaggio al vescovo di Piacenza del possesso dei monasteri regi cittadini di San Tommaso e di San Siro, assieme a quelli rurali di Fiorenzuola, Gravago e val di Tolla; un rector li reggeva in nome del vescovo. Sui resti del monastero di San Siro è sorta, nel 1931, la galleria d'arte moderna Ricci Oddi.

### Architetture civili

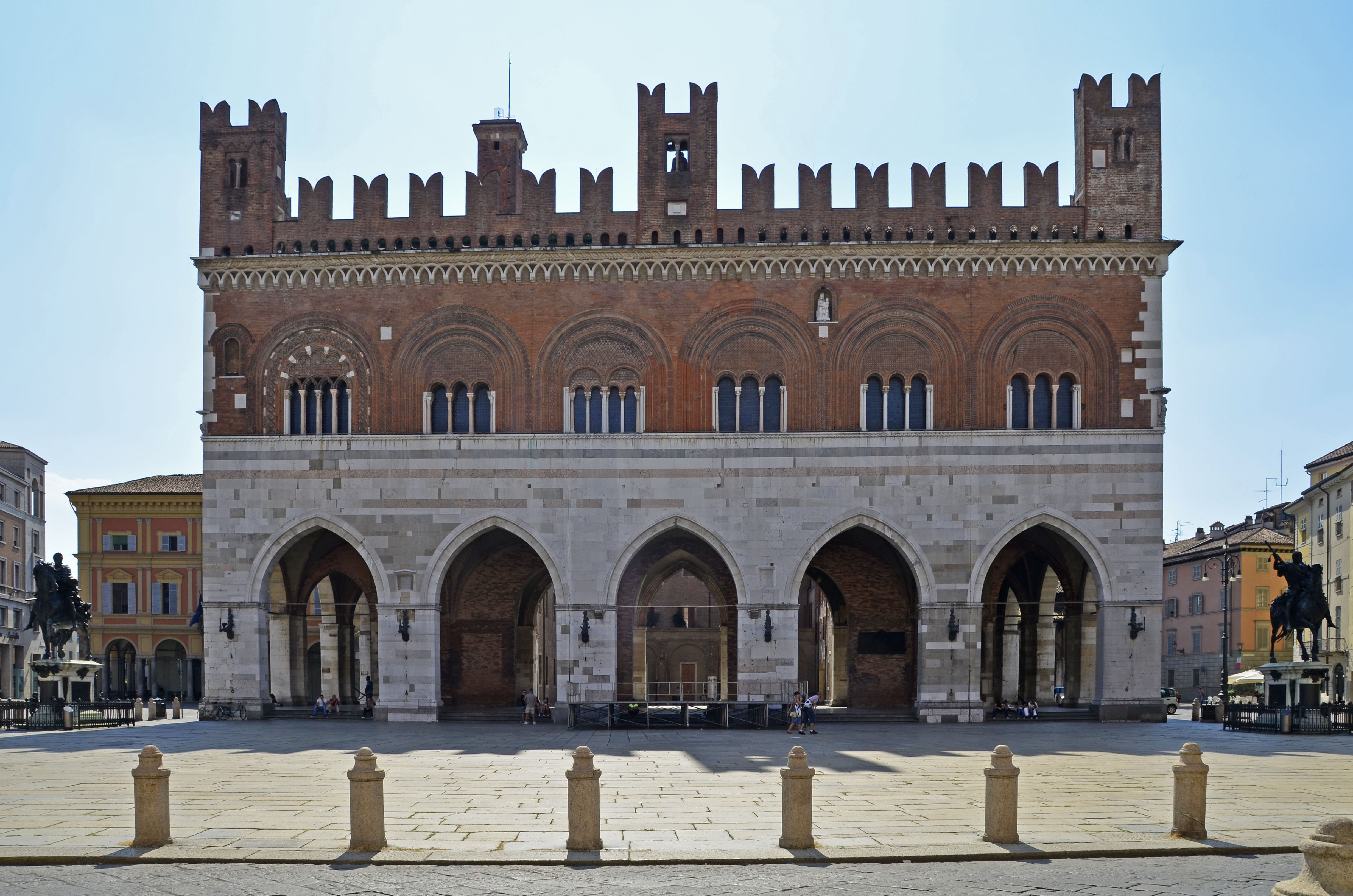
Palazzo Comunale.

- Palazzo Comunale, detto il Gotico, considerato come il simbolo della città. Edificato a partire dal 1281 per volere di Alberto Scoto, reggente ghibellino[98] della città.
- Palazzo Mulazzani, presenta uno scalone d’onore obliquo, realizzato probabilmente dal Cervini, e il dipinto opera di Sebastiano Galeotti Aurora e Cefalo[99].
- Palazzo Mandelli, costruito da Francesco Tomba su progetto di Gian Andrea Boldrini tra il 1745 e il 1755; fino al 1827 fu di proprietà della famiglia Mandelli, per poi diventare sede ducale di Maria Luigia nel 1831 con il trasferimento del governo da Parma a Piacenza per un semestre e, dopo l'unità d'Italia, sede della prefettura. Dal 1913 ospita la sede piacentina della Banca d'Italia[100].
- Palazzo Scotti da Fombio, costruito nel 1490 su iniziativa di Paride e Ercole Scotti, presenta una facciata in mattoni a vista decorata con un fregio. Sull'angolo dell'edificio il fregio presenta una scultura rappresentante due persone atte a sorreggere lo stemma degli Scotti. Nel 1492 venne terminato il portale, realizzato da Gregorio Prini in marmo di Candoglia, dal quale si accede al cortile interno, dotato di loggiato. Divenuto di proprietà della famiglia Morigi nel 1869, divenne sede di un istituto per la formazione maschile, divenuto, poi, il collegio universitario Morigi[101].
- Palazzo Landi, edificato negli ultimi anni del XV secolo per volontà di Manfredo Landi, sulle fondamenta di un palazzo preesistente, anch'esso di proprietà dei Landi. Nel 1578 venne requisito dal duca Ottavio Farnese a seguito della partecipazione di Agostino Landi alla congiura contro il padre Pierluigi. Divenuto di proprietà statale, venne adibito prima a Supremo Consiglio di Giustizia e, poi a tribunale delle finanze. La facciata, decorata con un fregio in terracotta con sirene, medaglioni e trofei, venne realizzata da Giovanni Battagio da Lodi, già autore del tempio dell'Incoronata di Lodi e da suo genero Agostino De Fonduli. Il portale di accesso in marmo, ornato da due medaglioni con figure virili, si richiama agli archi di trionfo ed è opera dello scultore Giovan Pietro da Rho. L'edificio ospita la sede del tribunale[102].
- Palazzo Costa, realizzato per volere della famiglia Costa alla fine del seicento su progetto del Bibiena. Presenta una struttura a U con facciata in stile rococò e un giardino all'inglese. Ospita la sede del museo della fondazione Horak[103].
- Palazzo Rota Pisaroni, realizzato da Giuseppe Rota nel 1762, divenne di proprietà della cantante lirica Rosamunda Pisaroni nel 1830, ospitando in quegli anni parecchi esponenti del mondo dell'arte e della cultura. Divenuto in seguito di proprietà della Cassa di Risparmio di Piacenza, ospita la sede della Fondazione di Piacenza e Vigevano[104].
- Palazzo Somaglia, edificato a partire dal 1688 per volontà del conte Orazio Cavazzi della Somaglia, presenta una facciata con tre ordini di finestre e tre balconcini in ferro battuto e uno scalone che si affaccia sul loggiato, aggiunto probabilmente intorno al 1730 su progetto di Domenico Cervini, caratterizzato da quattro rampe divergenti oblique con balaustra realizzata in arenaria[105]

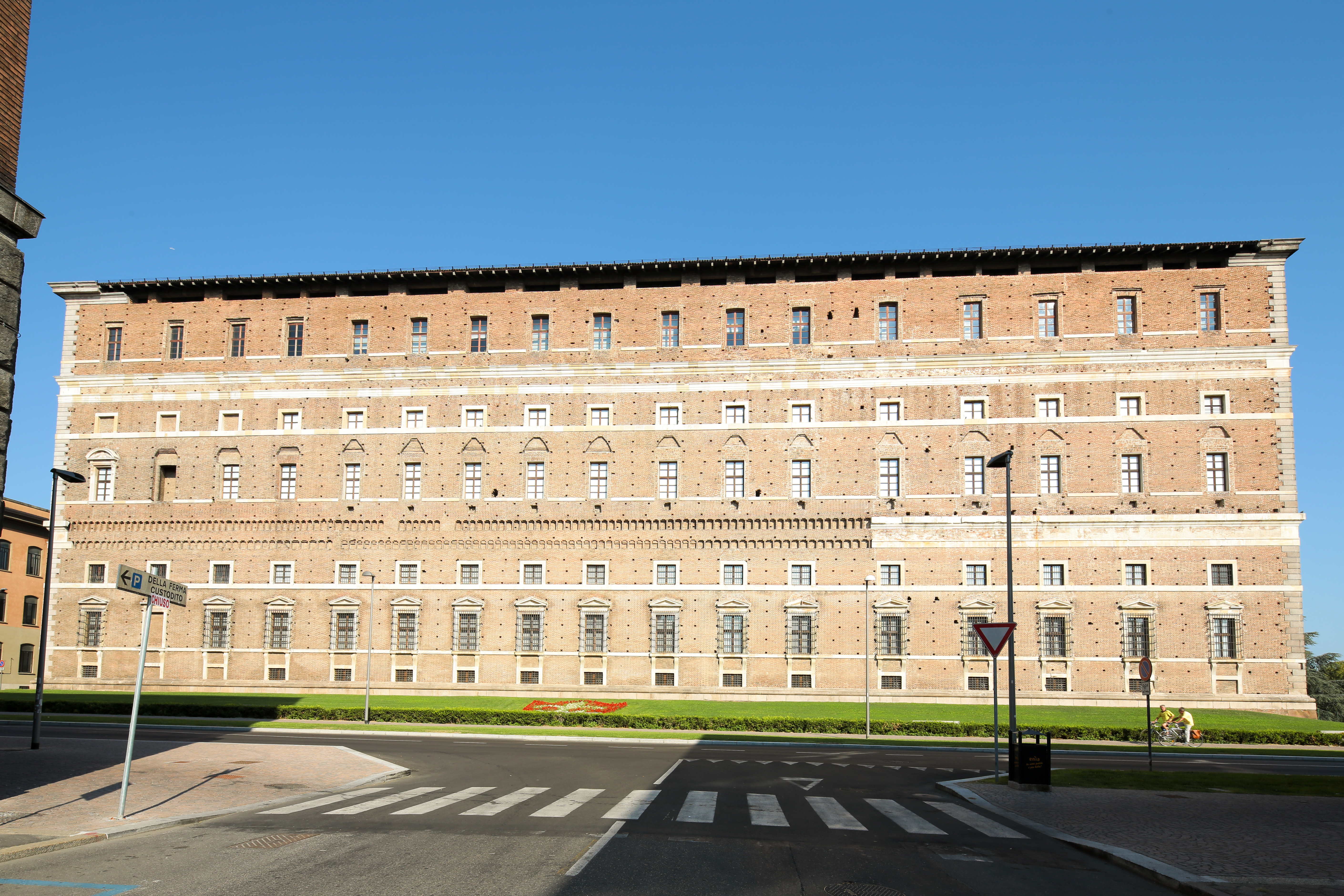
Palazzo Farnese.

- Palazzo Farnese, costruito a partire dalla preesistente cittadella viscontea, venne realizzato a partire dal 1561 su desiderio di Ottavio Farnese, secondo duca di Parma e Piacenza, e di sua moglie, Margherita d'Austria, figlia di Carlo I di Spagna. Dopo essere stato inizialmente affidato a Francesco Paciotto nel 1558, il progetto dell'edificio venne portato a termine dal Vignola nel 1561. I lavori di costruzione proseguirono, alternando avanzamenti dei lavori a pause fino al 1603, anno in cui furono definitivamente interrotti quando il progetto del Vignola era giunto alla metà del suo completamento. Dopo essere stato spogliato di tutti i beni e delle opere d'arte a seguito dell'ascesa di Carlo di Borbone, già duca di Parma e Piacenza, sul trono delle Due Sicilie, nel 1734, il palazzo conobbe un periodo di degrado venendo adibito anche a caserma, subendo ulteriori saccheggi da parte delle truppe napoleoniche e diventando ricovero per sfollati dopo la seconda guerra mondiale[106]. A partire dagli anni '60 del XX secolo iniziò il recupero dell'edificio che subì diverse campagne di restauri divenendo sede dei musei civici di Piacenza[107] e dell'Archivio di Stato[108].

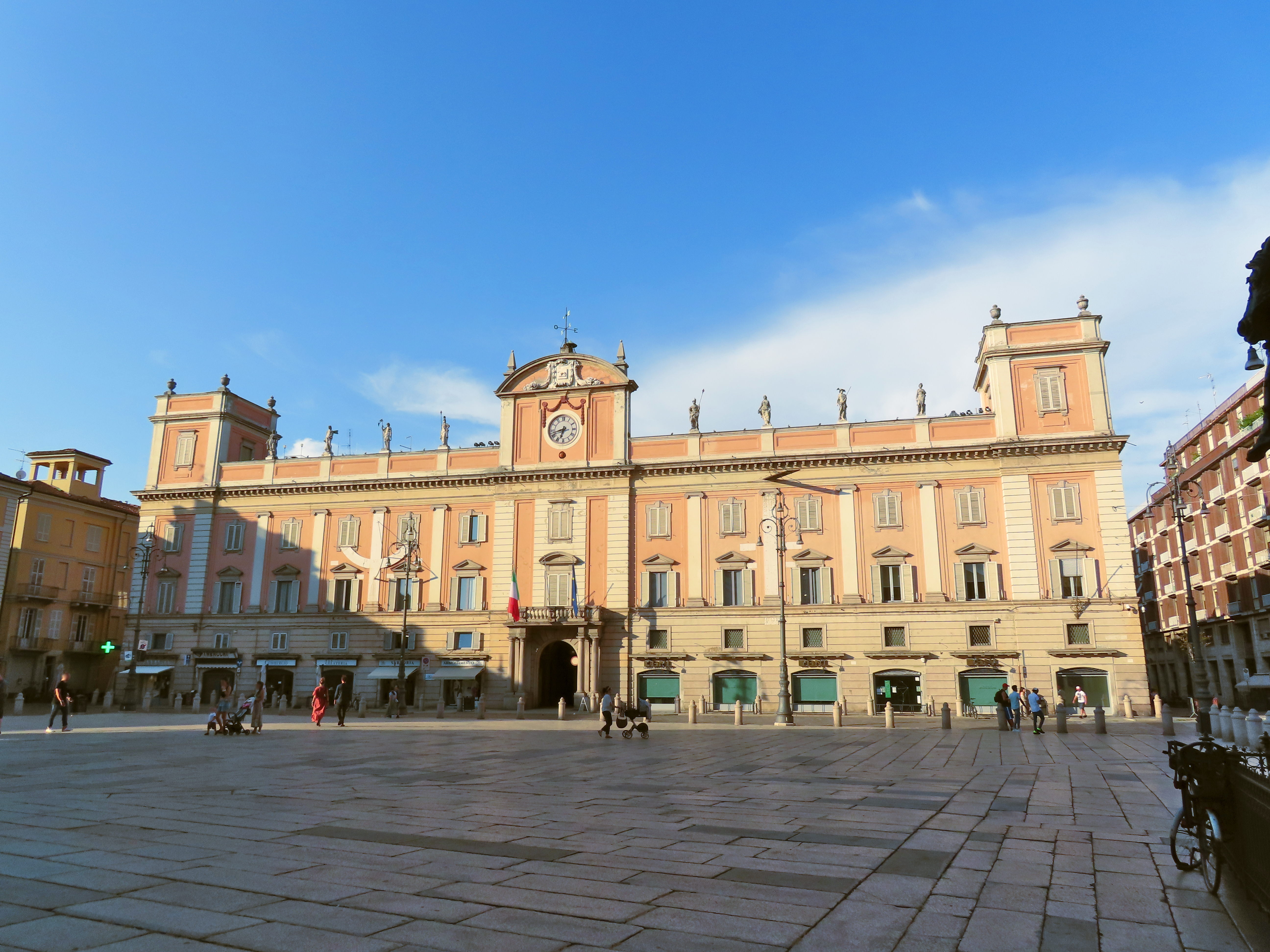
Palazzo del Governatore.

- Palazzo del Governatore, edificio risalente al 1787, realizzato in stile neoclassico dall'architetto Lotario Tomba, ospitò fino all'annessione al Regno di Sardegna, il governatore della città. Sulla facciata presenta un orologio ai cui lati sono posti una meridiana solare e un calendario perpetuo realizzato da Gian Francesco Barattieri. La facciata si caratterizza per l'altezza limitata con due torrette laterali alte esattamente come il rialzo centrale dove si trova l'orologio. Il palazzo ospita la sede della locale camera di Commercio, mentre al piano terra si trova una galleria commerciale coperta aggiunta durante gli anni '50 del Novecento[109].

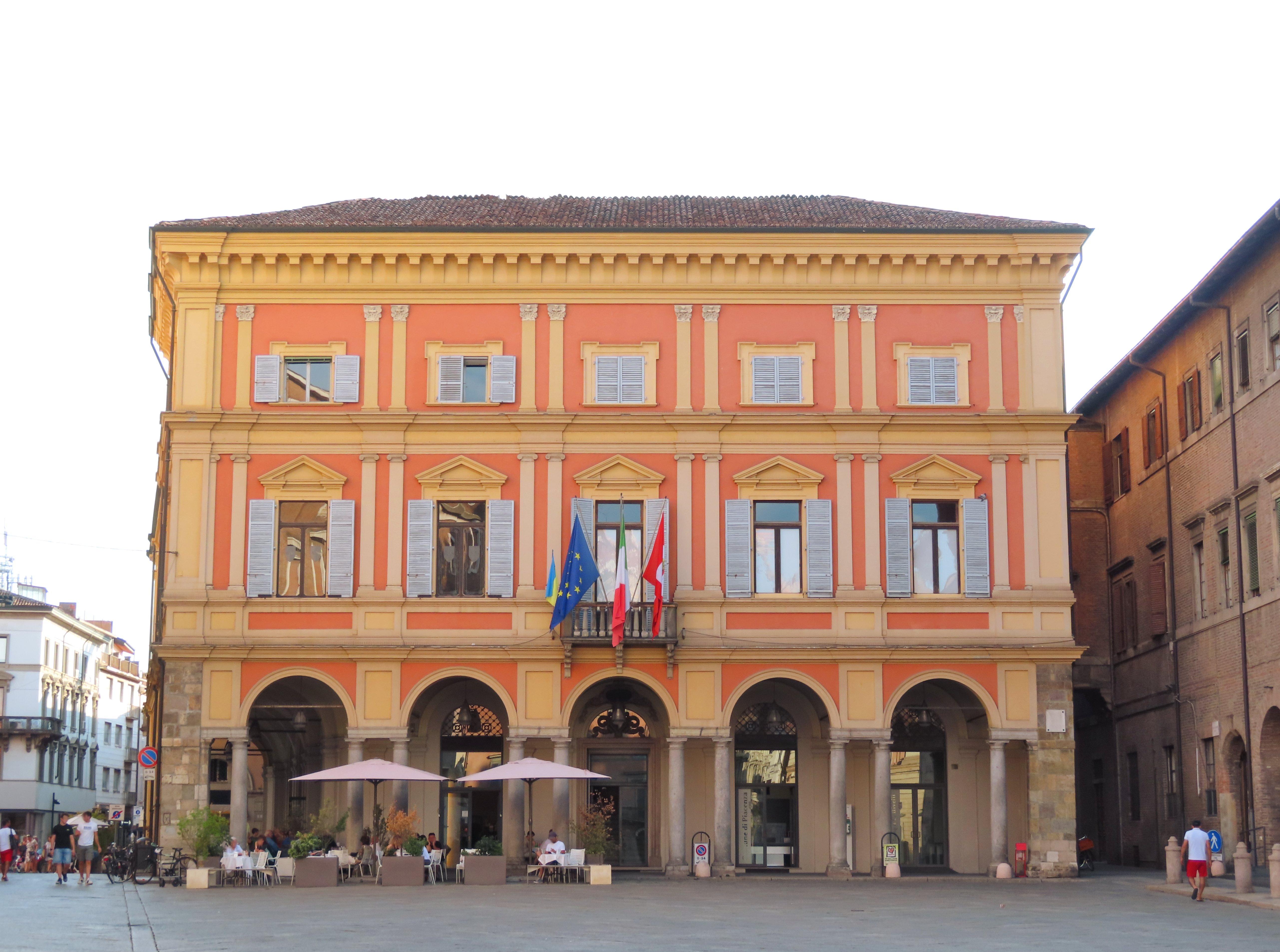
Palazzo dei Mercanti.

- Palazzo dei Mercanti, situato nell'omonima piazzetta, fu costruito tra il 1676 e il 1697 su progetto dell'architetto piacentino Angelo Caccialupi per volere del collegio dei Mercanti, da cui prende il nome. Dopo la soppressione del collegio dei Mercanti, avvenuta in epoca napoleonica, fu sede del collegio elettorale, del tribunale del commercio e del Teatro della Filodrammatica, per poi diventare sede del comune[110].

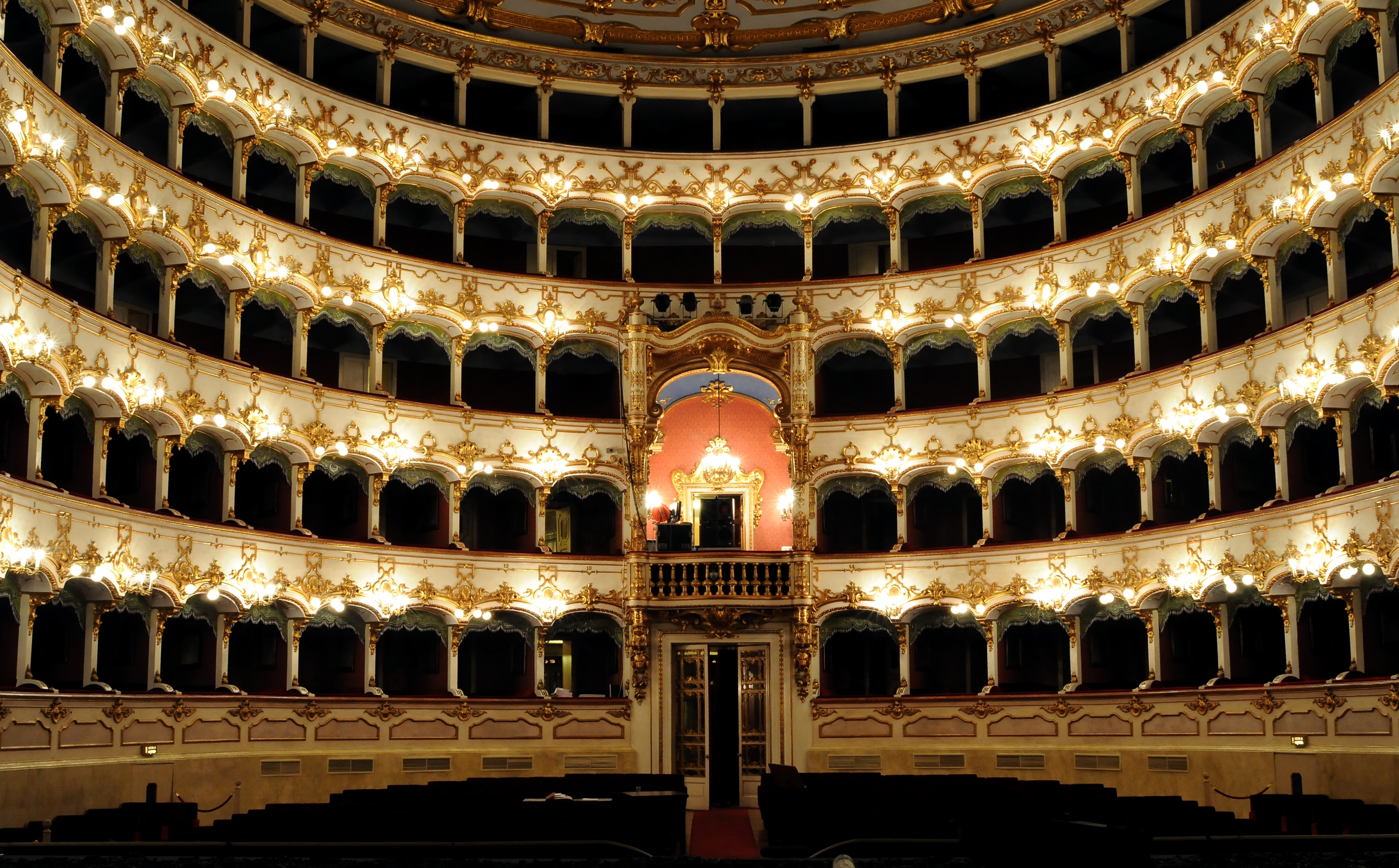
Teatro Municipale..

- Teatro Municipale: Progettato dall'architetto Lotario Tomba in sostituzione del teatro della Cittadella, andato distrutto nel 1798 in seguito a un incendio, e inaugurato nel 1804, presenta una facciata ispirata a quella del teatro alla Scala di Milano; gli interni furono decorati da Alessandro Sanquirico, scenografo presso il teatro milanese. Al di sopra della sala principale, si trova l'ex sala degli scenografi, che è stata trasformata negli anni '70 in un auditorium da 320 posti[111].
- Teatro dei Filodrammatici, realizzato all'inizio del novecento trasformando la chiesa del monastero di Santa Franca, sconsacrata dopo l'epoca napoleonica. I lavori furono guidati dall'ingegner Giovanni Gazzola che realizzò esterni in stile liberty con decorazioni ad ali di farfalla e parti in ferro battuto, mentre gli interni presentano un gusto più ottocentesco con decorazioni floreali[111].

### Architetture militari
- Castello di Mucinasso: situato nell'omonima frazione e costruito in epoca imprecisata, nel medioevo venne distrutto dalle forze di Enzo di Svevia. Divenne di proprietà della famiglia Radini Tedeschi nel 1486. Nel 1503 Giovanni Radini Tedeschi inoltrò una richiesta di ricostruzione del maniero, che si trovava in cattive condizioni, al re di Francia Luigi XII. L'edificio rimase alla famiglia Radini Tedeschi anche quando questa perse il feudo di Mucinasso. Nel 1916 venne alienato dalla contessa Leopolda Radini Tedeschi, diventando di proprietà dei marchesi Malvicini Fontana di Nibbiano. La costruzione è stata pesantemente rimaneggiata nei secoli, mentre il fossato è stato interrato nel Novecento[112].
- Torre della Razza: Originariamente di proprietà della famiglia Raggia, da cui deriva, in maniera alterata, il nome della costruzione, nel 1687 venne concesso dalla Camera Ducale farnesiana un appezzamento di terreno posto nei pressi della torre al conte Giovanni Battista Radini-Tedeschi, tuttavia non è noto se in esso fosse compresa anche la costruzione. Alla torre fu in seguito addossato un podere agricolo che dipese dall'opera parrocchiale di San Giovanni in Canale e pervenne, infine, al demanio. La torre, di probabile edificazione cinquecentesca, è posta nelle vicinanze della via Emilia e del ponte sul torrente Nure[113].

### Altro
- Viale Pubblico Passeggio, chiamato Facsal (o Faxhall) : è un viale alberato lungo poco meno di 2 km posto su una parte della cinta muraria rinascimentale[114]. Ombreggiato da platani secolari e in posizione predominante rispetto ai luoghi circostanti, è luogo di passeggiate o riposo sulle numerose panchine di cui è disseminato. Parte dal centro storico (corso Vittorio Emanuele II) e arriva fino al piazzale della Libertà, non lontano dalla stazione ferroviaria. Il nome Facsal è una storpiatura di quello dei Vauxhall Gardens di Londra[114], giardini la cui popolarità agli inizi del XIX secolo crebbe fino a rendere il proprio nome un termine generico per indicare giardini alberati posti in altre città.
- Via Taverna (Strä Alvä o la Strä Lvä), con la vicina via Campagna era una delle zone più popolari del centro storico, abitata da gente di estrazione umile[115]. Tradizionalmente la zona veniva considerata residenza di chi è piacentino da innumerevoli generazioni e nell'immaginario era luogo delle specificità piacentine per antonomasia. Il nome strada Levata derivava dal fatto che la via fosse in posizione più alta rispetto ad altre vie limitrofe come via Campagna.
- Piazza Cavalli (Piassa Caväi) è la piazza duecentesca su cui sorgono il palazzo Gotico, il palazzo del Governatore e la chiesa di San Francesco e da cui parte via XX Settembre. Prende il nome dalle due statue equestri raffiguranti Ranuccio e Alessandro Farnese, realizzate da Francesco Mochi da Montevarchi tra il 1612 e il 1628[116].

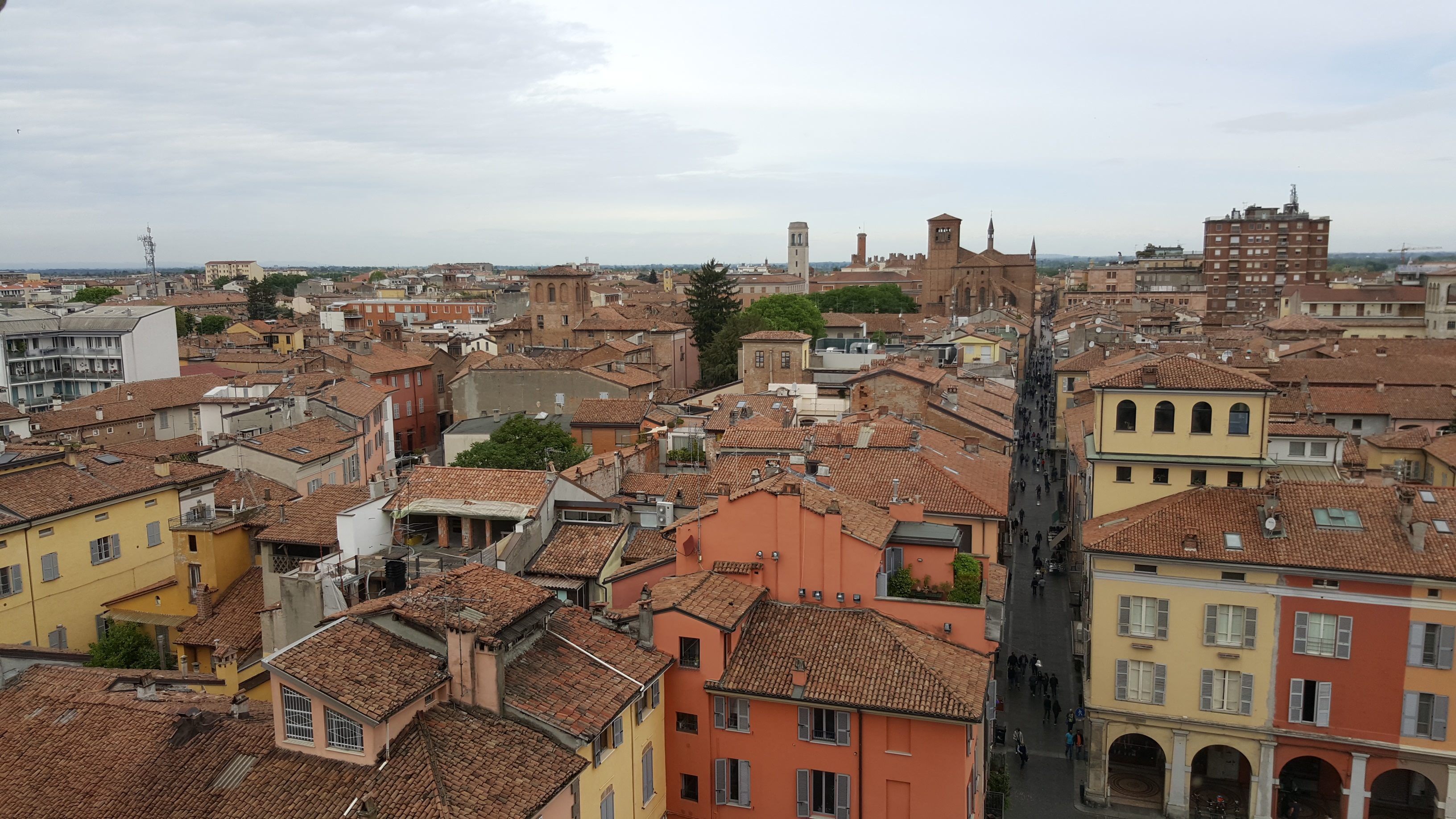
Vista aerea del centro di Piacenza dal duomo.

- Via XX Settembre (la Strä Dritta[117]), nota per i suoi balconi in ferro battuto, collega piazza Duomo e piazza Cavalli in quanto era uso nel medioevo collegare con una strada dritta il simbolo del potere politico con quello religioso[118]. Fu rinominata via XX Settembre per forgiare la memoria popolare sul ricordo della conquista di Roma da parte del Regno d'Italia nel 1870[118]. È la via cittadina dedicata allo shopping per eccellenza[119], insieme al corso Vittorio Emanuele (San Raimond o, più recentemente, al Curs). In alcuni periodi storici era chiamata anche la Strä di Urévas (la Strada degli Orefici) perché vi si trovavano diverse botteghe di oreficeria[117].
- La muntä di ratt è la caratteristica scalinata che collega via Mazzini alla più bassa via San Bartolomeo (San Burtlamé). Secondo la tradizione popolare, era detta "montata dei topi" perché questi roditori l'avrebbero percorsa al fine di lasciare le zone cittadine più basse e adiacenti al Po durante le alluvioni e le piene del fiume. In realtà, è più probabile che l'etimologia sia riconducibile a "montata ratta", espressione che stava ad indicare una ripida salita[120].

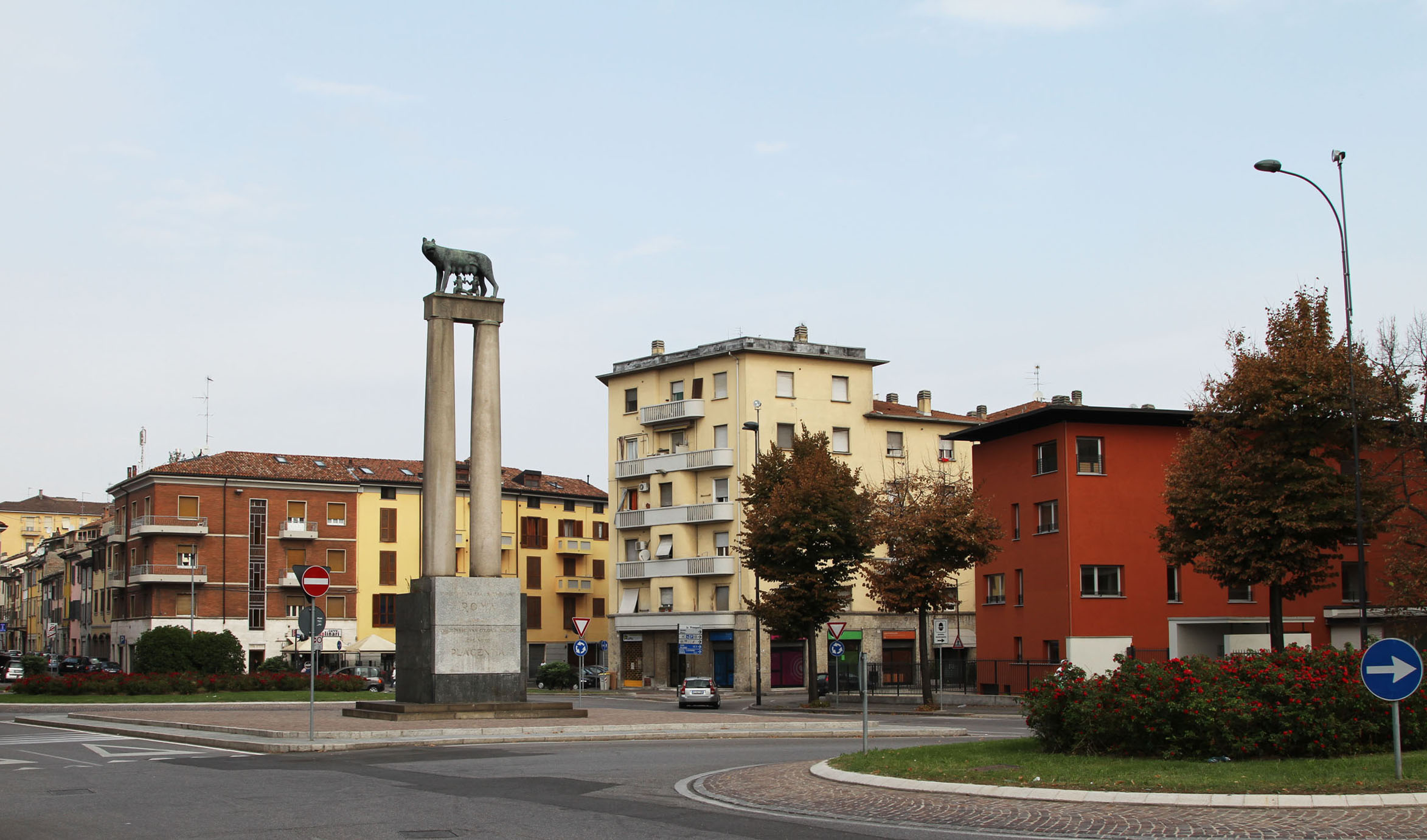
Il monumento alla lupa capitolina presso Porta Galera.

- Porta Galera un tempo era un quartiere popolare del centro storico. I piacentini chiamavano così le parti terminali di via Scalabrini e via Roma, con relative adiacenze, comprese nella parrocchia di Sant'Anna.Il nome derivava, forse, dalla presenza in epoca medievale di un forte di modeste dimensioni a cui era annessa una torre con funzione di carcere impiegata per imprigionare i ladri[121].
- Piazzale Roma anche detto la Lupa è la vecchia porta nelle mura che volgeva in direzione di Roma. Il suo soprannome deriva dalla colonna monumentale posta al centro della piazza sull'apice della quale è scolpita la lupa, simbolo di Roma, con gli infanti Romolo e Remo, opera commissionata nel 1938 per commemorare la proclamazione di Vittorio Emanuele III ad imperatore di Etiopia[122]. È situata alla conclusione a sud di via Roma e via Scalabrini e segna l'inizio della via Emilia.
- Sant'Agnese (Sant'Agnesa) quartiere, un tempo popolare, al limitare del centro storico che porta il nome della patrona dei barcaioli, essendo un tempo la zona dotata di un varco che permetteva alle imbarcazioni provenienti dal Po di risalire il cavo Fodesta per entrare all'interno delle mura cittadine[123].
- Piazza Borgo, piazza sorta in epoca medievale a ovest dei limiti della vecchia città romana. Si formò intorno nell'XI secolo a seguito del fenomeno dell'inurbamento con il quale arrivarono delle masse contadine dalla campagna sperando di trovare fortuna in città. Non trovando nel perimetro delle vecchie mura romane, essi costruirono le loro case al di fuori del territorio urbano, case che presero il nome di sobborgo, da cui derivò, poi, il nome della piazza[124]. Da questa piazza si diramano via del Castello, via Campagna e via Taverna, tre delle strade considerate storiche dai piacentini.

### Aree naturali
- Parco regionale fluviale del Trebbia: ai margini dell'area urbana, il comune di Piacenza è interessato dall'ultimo segmento del parco[125]. Nel tratto cittadino, che si estende per 8,5 km dal confine con il comune di Gossolengo fino alla confluenza della Trebbia nel Po, è presente un'area attrezzata con percorsi ciclopedonali e arredi urbani[126]. Istituita nel 2009, l'area protetta si estende per 4000 ha e per una trentina di chilometri lungo il basso corso del fiume e le aree golenali circostanti, fino al comune di Rivergaro[125][126]. In tale ambiente steppico costituito da isole ghiaiose, fasce di prateria arida e boschetti, transitano e sostano diverse specie di uccelli migratori, in particolare anatidi; di particolare rilevanza è la presenza dell'occhione. La flora si contraddistingue per la presenza di formazioni steppiche e basso arbustive particolarmente ricche, che ospitano diverse specie appenniniche e alcune orchidee[127].

- Parco Papa Giovanni Paolo II, comunemente noto come parco della Galleana, dal nome del limitrofo quartiere della periferia sud, è il parco cittadino più esteso. Nell'area verde, di circa 150000 m², di cui 100 000 a prato, esisteva una polveriera militare (cioè un deposito munizioni) utilizzata fino alla seconda guerra mondiale. È stata riconvertita a parco all'inizio degli anni 80 del XX secolo. Il parco è dotato di servizi igienici, di una notevole quantità e metratura di vialetti per il passaggio e di sentieri all'interno della parte a bosco percorribili a piedi o in mountain bike, tre fontanelle d'acqua e una serie di bacheche informative che forniscono notizie sulle piante e sugli animali che vi dimorano[128]. Vi si alternano ampi spazi prativi e macchie arboree e arbustive di specie spontanee, con querce di maggiori dimensioni, a macchie boscate più o meno folte e radure. Un filare di ciliegi e farnie giovane bosco misto caratterizzato da siepi e macchie arbustive composte da prugnolo, biancospino, rosa selvatica e rovo, qua e là compaiono esemplari di olmo campestre, bagolaro, rusticano, gelso e noce di discrete dimensioni[129]. Mappe settecentesche hanno consentito di individuare nell'area in oggetto una postazione militare esterna alle mura cinquecentesche che proteggevano la città. Nel giugno del 1746, durante la guerra di successione austriaca, l’area fu al centro di un cruento scontro tra l’esercito di Maria Teresa d'Austria, alleato del Regno di Sardegna, e le truppe franco-spagnole[129].
- Parco di Montecucco: secondo parco cittadino per estensione, è situato nella periferia sudoccidentale e collegato al parco Papa Giovanni Paolo tramite pista ciclabile. Gli alberi, ad alto fusto e foglia caduca, messi a dimora a partire dal lavori avviati nel 1997, sono tipici della zona, in modo da rispecchiare fedelmente la natura circostante. Tra di essi compaiono cornioli, frassini, querce, carpini neri, maggiociondoli e bagolari. Le coltri arboree si alternano ad aree destinate picnic, giochi, sport, tranquillità e lettura. Il parco di Montecucco si estende per una superficie di 16 ettari[130].
- Giardini Margherita: in stile romantico ottocentesco, sono la principale area verde del centro storico. All'interno di uno schema costituito da vialetti, aiuole di varia forma, dossi, collinette e avvallamenti, sono presenti tassi, bagolari, tigli, olmi, platani, aceri campestri, ippocastani e farnie, sofore, cedri del Libano e dell'Atlante, pini e faggi, come in uso nei giardini del XIX secolo[131]. Tra essi sono presenti anche alcuni alberi secolari: un faggio e tre cedri[132], uno di essi classificato come albero monumentale[133]. Del XIX secolo sono un tempietto dedicato a Psiche, un obelisco e un altro tempietto che ospitava un busto di Giuseppe Mazzini posti ad arredare le aiuole; successivamente, sono stati introdotti un padiglione ferreo per spettacoli, statue e busti dei poeti dialettali Egidio Carella, Valente Faustini e della batuśa (la popolana piacentina immortalata in una poesia del Faustini), oltre che di altre personalità locali (all'esterno è posta invece una statua di Giuseppe Garibaldi)[131][134]. I giardini Margherita, così denominati nel 1893 in onore della regina consorte Margherita di Savoia, appartennero inizialmente a una famiglia nobiliare che li realizzò nel 1822 per poi cederli parzialmente al comune di Piacenza nel 1856; l'ente li acquisì definitivamente nel 1880[131][135].

## Società

### Evoluzione demografica
Abitanti censiti

- Comuni d'Italia per popolazione

### Etnie e minoranze straniere
Al 31 dicembre 2023 gli stranieri residenti nel comune erano 19 408, ovvero il 18,86% della popolazione. Di seguito sono riportati i gruppi più consistenti
- Romania 2 438
- Albania 2 046
- Egitto 1 596
- Marocco 1 392
- Ucraina 1 198
- Ecuador 1 181
- Macedonia del Nord 1 000
- Nigeria 659
- Cina 647
- Senegal 521

### Qualità della vita
- Comune Riciclone 2011 - Premio Co.Re.Ve.: Riconoscimento ottenuto nel 2011 dalla città assegnato da parte del Consorzio Recupero Vetro in qualità di primo comune del nord Italia per il livello qualitativo di eccellenza grazie all'adozione di modalità di raccolta differenziata monomateriale[138].

## Cultura

### Università

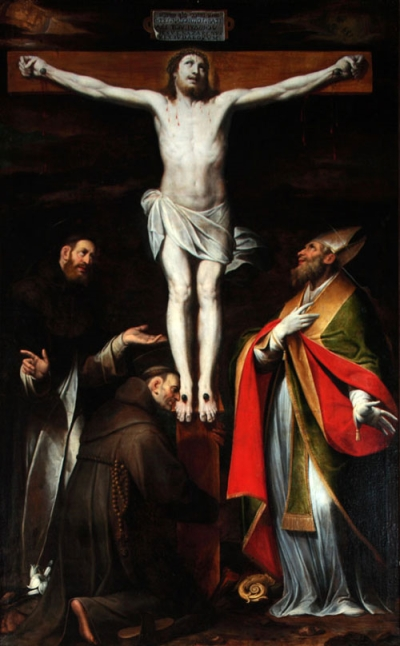
Gesù crocifisso, opera di Camillo Procaccini conservata nei musei civici di palazzo Farnese.

La città di Piacenza, congiuntamente a Cremona, è sede di uno dei campus dell'Università Cattolica del Sacro Cuore. Nella sede piacentina dell'ateneo sono presenti corsi di laurea afferenti tre dipartimenti: economia e giurisprudenza; scienze agrarie, alimentari e ambientali e scienze della formazione. In città è presente anche un polo territoriale del Politecnico di Milano che offre corsi di laurea in ingegneria e architettura.
Infine, è attiva anche una sede distaccata dell'Università di Parma che offre corsi di laurea in infermieristica e medicina e chirurgia in lingua inglese. Completano l'offerta formativa cittadina il conservatorio Giuseppe Nicolini e lo studio di teologia attivo nel collegio Alberoni, affiliato alla facoltà di teologia della pontificia università "San Tommaso d'Aquino" di Roma.

### Musei
Palazzo Farnese ospita la sedei dei musei civici comunali, divisi in nove collezioni dedicate rispettivamente ad affreschi medievali, museo archeologico, armi, carrozze, Fasti farnesiani, Risorgimento, pinacoteca, sculture e vetri e ceramiche. La sezione archeologica del museo ospita il fegato di Piacenza, modello bronzeo di un fegato utilizzato durante le cerimonie religiose risalente al periodo compreso tra il II e il I secolo a.C. e rinvenuto nel 1877 nel territorio del comune di Gossolengo
Nel 1991, dopo che verso la metà degli anni '80 era stato costituito un comitato promotore, venne istituito il museo di Storia Naturale di Piacenza, ospitato inizialmente all'interno di palazzo Scotti da Fombio e trasferitosi nel 2007 presso l'ex fabbrica del ghiaccio dello Urban Center, area cittadina nata a seguito della riqualificazione dell'ex macello cittadino dove è ospitata anche parte del campus del polo piacentino del Politecnico di Milano. Il museo ospita una serie di collezioni provenienti in buona parte dalle raccolte conservate nell'istituto superiore Romagnosi.
Il museo si suddivide in tre sezioni, ognuna delle quali posizionata in una sala, dedicate rispettivamente a pianura, collina e montagna; ognuna delle sezioni presenta un focus sulle tipicità degli ambienti della provincia piacentina come il fiume Po per la pianura, gli affioramenti ofiolitici e i calanchi per la collina e ruscelli, faggete e pascoli sommitali per la montagna. Sono, inoltre, presenti tre collezioni dedicate alla botanica, alla mineralogia e alla zoologia. La collezione botanica si compone di diversi erbari, il più antico dei quali risalente all'Ottocento. La collezione di minerali si compone delle raccolte provenienti dall'istituto Romagnosi originatesi a partire dagli ultimi anni del XIX secolo su impulso del professor Del Lupo, mentre la collezione zoologica comprende una raccolta ornitologica frutto del lavoro di ricerca del medico e ornitologo piacentino Edoardo Imparati.

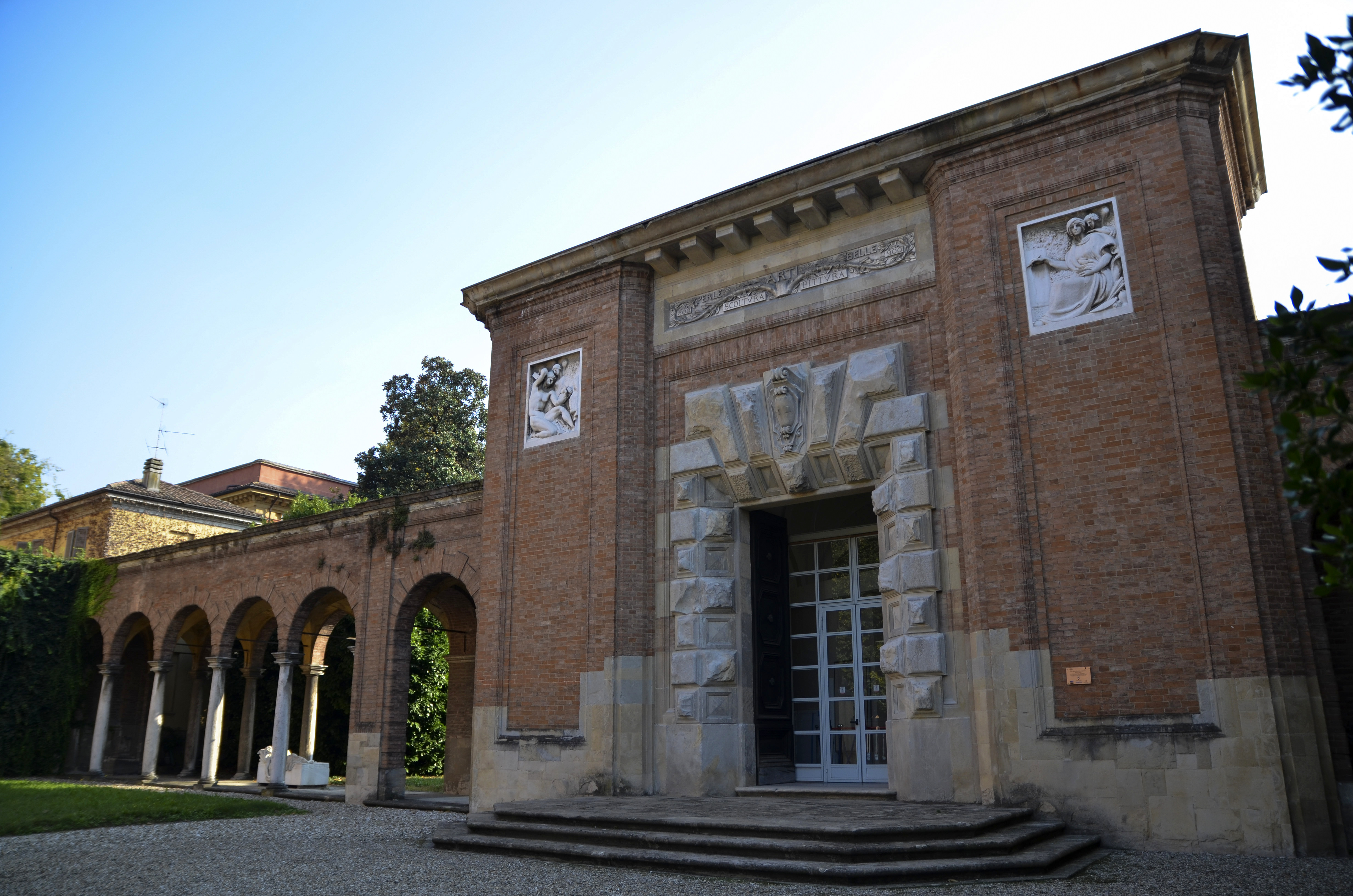
La galleria Ricci Oddi

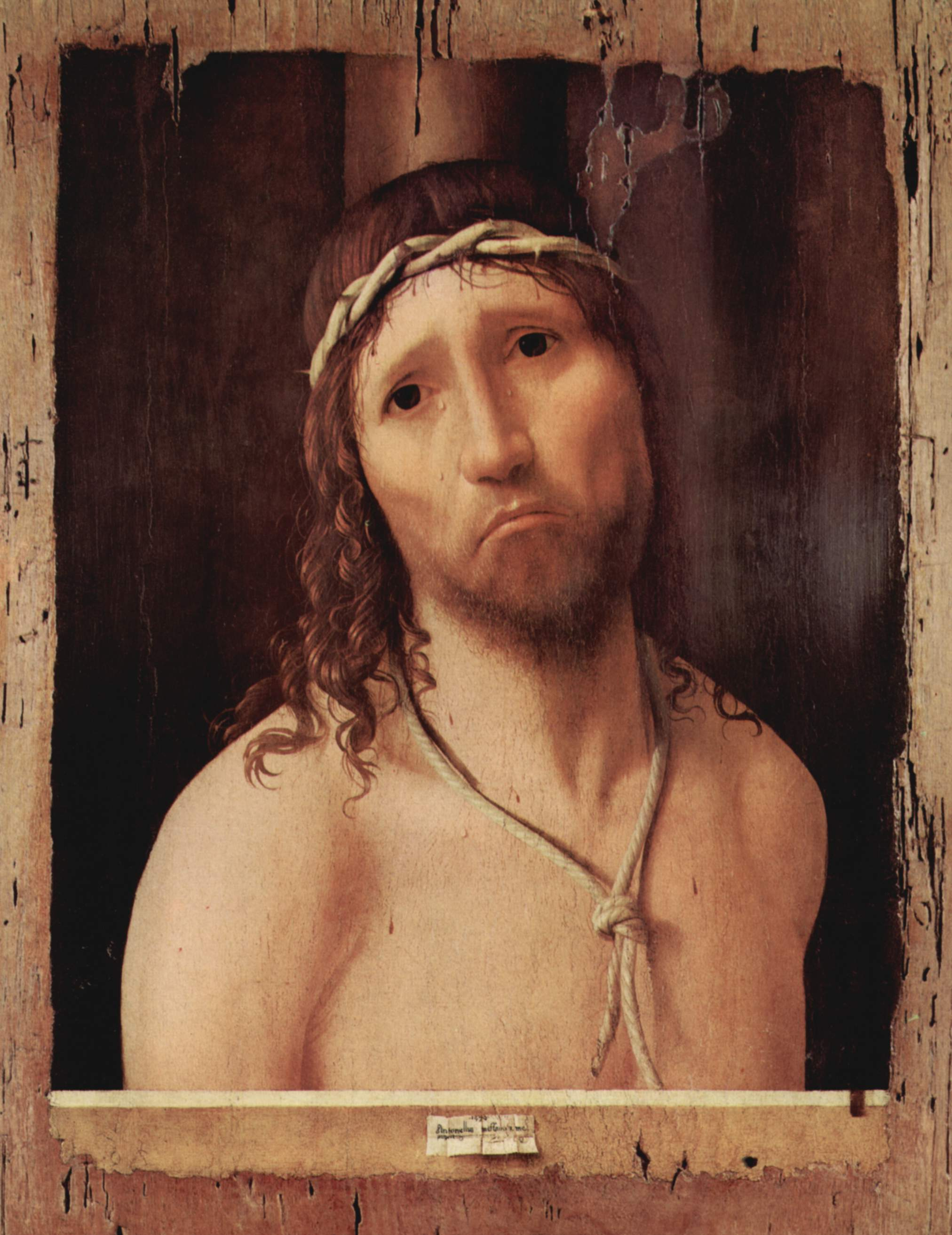
LEcce Homo di Antonello da Messina conservato al collegio Alberoni.

In città ha la sua sede anche la galleria d'arte moderna Ricci Oddi, originata a partire dalla collezione privata raccolta da Giuseppe Ricci Oddi a partire dal 1898 e ospitata inizialmente nell'abitazione privata di Ricci Oddi. Le opere furono donate alla città nel 1924 e la galleria venne aperta al pubblico nel 1931, ospitando una serie di opere di datazione compresa tra il 1830 e il 1930, quasi esclusivamente di arte figurativa, con un'esclusione quasi totale delle arti considerate minori e con un sostanziale equilibrio tra opere provenienti dalle diverse zone d'Italia, limitando la presenza di degli artisti stranieri al solo influsso che le loro opere hanno avuto sull'arte italiana. Dopo la morte del fondatore, avvenuta nel 1937 la galleria continuò ad ampliare la sua collezione grazie ai lasciti dello stesso Ricci Oddi. La galleria ospita il Ritratto di signora di Gustav Klimt, dipinto al di sopra di un precedente ritratto raffigurante una ragazza opera dello stesso Klimt e considerato perduto per anni. Il dipinto venne rubato dalla galleria nel 1997, un anno dopo la scoperta della presenza del Ritratto di ragazza, e è stato ritrovato all'interno della galleria nel 2019.
Completano l'offerta culturale cittadina la biblioteca comunale Passerini-Landi, la quale contiene al suo interno il codice landiano 190, la versione manoscritta più antica della Divina Commedia di Dante, riportante all'interno dell'explicit l'indicazione dell'anno 1336, e il collegio Alberoni che, oltre agli studi di teologia, ospita al suo interno un museo di storia naturale, nato dal materiale donato dal botanico e naturalista padre Zaccaria da Piacenza e la pinacoteca costituita per buona parte da opere raccolte dal cardinale Giulio Alberoni, a cui si deve la costruzione del complesso, durante la sua vita; all'interno della galleria è conservato l'Ecce Homo di Antonello da Messina.

### Eventi
- Venerdì piacentini: principale kermesse estiva, prevede l'apertura serale degli esercizi commerciali del centro storico e la collocazione di eventi musicali, artistici e culturali in tutte le piazze e le strade interne alla cerchia delle mura farnesiane. Di norma la manifestazione si svolge durante i venerdì dei mesi di giugno e luglio[155].
- Festa di Sant'Antonino: si tiene il 4 luglio di ogni anno, nel giorno del patrono della città, Sant'Antonino. Per l'occasione, vengono organizzate diverse iniziative tra cui la Santa Messa ospitata nella basilica di Sant'Antonino celebrata dal vescovo di Piacenza-Bobbio alla presenza di tutte le principali autorità cittadine. Viene, inoltre, consegnata la principale onorificenza cittadina, l'Antonino d'oro, istituito nel 1986 da parte del Capitolo della basilica antoniniana e assegnato ad anni alterni a una personalità del mondo laico e a una personalità del mondo ecclesiastico[156]. Contemporaneamente per l'occasione viene organizzato anche un evento fieristico composto da bancarelle poste lungo il viale del Pubblico Passeggio e altre vie limitrofe del centro storico.
- Festa di Santa Rita da Cascia: si celebra il 22 maggio. L'importante evento per i piacentini devoti alla "Santa della Rosa", è caratterizzato da una messa nella chiesa dei Cappuccini, sul cui sagrato vengono distribuite ai fedeli rose benedette e gagliardetti raffiguranti la Santa in preghiera, e da una lunga processione di auto per la benedizione dei veicoli[157].
- Estate di San Martino: si tiene la prima domenica di novembre. Appuntamento ideato per ravvivare alcune tradizioni del passato e animare il centro[158] attraverso stand gastronomici, folclore, rievocazioni storiche, bancarelle e giochi[159].
- Festival del diritto: organizzato tra il 2008 e il 2016[160] durante il mese di settembre, consisteva in una rassegna svolta a cadenza annuale che prevedeva l'organizzazione di incontri, seminari e dibattiti relativi ad uno specifico tema variabile ad ogni edizione e che ha ospitato relatori di fama nazionale e internazionale provenienti dal mondo della politica, dello sport, della religione, dell'economia e della filosofia.
- Piacenza Jazz Fest: un festival dedicato alla musica jazz che a partire dal 2003 si svolge in città e nel territorio provinciale, con alcuni occasionali eventi organizzati nelle province limitrofe. Nel corso delle edizioni hanno partecipato diversi artisti di fama internazionale, tra i quali Brad Mehldau, Javier Girotto, Paolo Fresu, Uri Caine, Franco Ambrosetti, Enrico Rava, Franco D'Andrea.

## Geografia antropica

### Suddivisioni amministrative
Il comune di Piacenza è stato suddiviso in quattro circoscrizioni di decentramento comunale, soppresse nel 2012 come previsto dalla legge n. 42 del 2010. La Circoscrizione 1 comprendeva il centro storico, la 2 i quartieri occidentali e le frazioni sudoccidentali, la 3 i quartieri e le frazioni meridionali e la 4 i quartieri e le frazioni orientali.

### Quartieri

La chiesa di San Martino al Nure a I Vaccari.

- Centro storico
  - San Raimondo[162]
  - San Savino - Cantone Trebbiola[163]
  - Sant'Agnese[164][165]
  - Porta Galera[166][167] - Torricella[168]
  - Ciano[168]
- Belvedere
- Besurica
- Borgotrebbia
- Il Capitolo
- Duemila
- Farnesiana
  - Molini degli Orti
  - Baia del Re
  - Regina Margherita[168]
  - Peep
- Galleana
- Infrangibile
- Montale
- San Lazzaro
- Sant'Antonio
- Veggioletta
- La Verza
- Zona industriale

### Frazioni
- Borghetto (54 m s.l.m., 205 ab.)[169]
- Gerbido (45 m s.l.m., 397 ab.)[169]
- I Dossi (48 m s.l.m., 149 ab.)[169]
- I Vaccari (76 m s.l.m., 688 ab.)[169]
- Mortizza (45 m s.l.m., 573 ab.)[169]
- Mucinasso (64 m s.l.m., 482 ab.)[169]
- Pittolo (76 m s.l.m., 774 ab.)[169]
- Quarto[170] (85 m s.l.m., 502 ab.)[169]
- Roncaglia (48 m s.l.m., 435 ab.)[169]
- San Bonico (68 m s.l.m., 397 ab.)[169]
- Vallera (76 m s.l.m., 468 ab.)[169]

## Economia

### Agricoltura
Uno dei punti focali dell'agricoltura piacentina è il settore del latte, in cui operano 24 imprese per quasi 400 addetti. Il prodotto principale realizzato con il latte piacentino è il Grana Padano. Un'altra filiera molto importante è quella dei salumi, con la produzione che si concentra sui tre DOP coppa piacentina, salame piacentino e pancetta piacentina. Piacenza occupa inoltre una posizione di leadership nella produzione del pomodoro, al quale è dedicato il festival OroRosso. Infine, molto sviluppata è la viticoltura con la presenza di 36 DOC tutelati dal Consorzio Tutela Vini D.O.C. Colli Piacentini con sede in città.

### Industria
Forte a Piacenza è la presenza di aziende del settore delle macchine utensili con più di 100 imprese per un totale di 2 500 addetti operanti nei settori macchine per la lavorazione meccanica per asportazione, automazione, attrezzature e componentistica speciale, servizi tecnici specializzati, ricerca e sviluppo tecnologico. In città è presente anche il laboratorio MUSP che si occupa dello studio delle macchine utensili e dei sistemi di produzione.
Significativa rimane la presenza di aziende legate al material handling, tanto che la città ospita una delle fiere più importanti a livello internazionale dedicata al settore del sollevamento. Nel secondo dopoguerra Piacenza era conosciuta come la città delle gru per la presenza nel suo territorio d’importanti realtà produttive come Corradini, Castelli, FM gru, Valla, Marchetti.
Un altro settore molto sviluppato a Piacenza è la raccorderia, presente in città sin dalla fine degli anni '30 con il reparto bocche da fuoco dell'arsenale cittadino, nel complesso nel piacentino sono presenti 15 società di capitali che producono raccordi forgiati.

### Artigianato
Per quanto riguarda l'artigianato, Piacenza è rinomata soprattutto per la produzione di mobili d'arte in stile.

### Servizi
Grazie alla vicinanza strategica con le aree industriali della pianura Padana e alla presenza di importanti vie di comunicazione (ferrovie e autostrade), a partire dagli anni 2000 si è sviluppato un polo logistico, situato a est della città, nella frazione di Le Mose, a breve distanza dal casello autostradale di Piacenza Sud e collegato tramite un fascio di binari alla ferrovia per Cremona. Tra le aziende insediate nel polo logistico spiccano Unieuro, Italiarredo e IKEA.
Sono stati realizzati inoltre progetti per delocalizzare lo scalo merci della stazione ferroviaria nei pressi del polo logistico per favorire l'interscambio gomma-ferro, liberando inoltre dai binari ampi spazi situati non lontano dal centro cittadino nei pressi dell'attuale scalo. Il polo piacentino si candida inoltre a essere la piattaforma logistica privilegiata per il porto della Spezia; a questo scopo nel luglio 2015 è stato firmato un protocollo d'intesa tra il comune e l'autorità portuale ligure.
A poca distanza dal polo logistico si trova il quartiere fieristico, terminato nel 2000 e composto da 3 padiglioni espositivi per complessivi 14000 m², un'area esterna da 7000 m², due sale congressi e una sala corsi.

### Turismo
Piacenza ha fatto parte del circuito Città d'Arte della Pianura Padana insieme ad altre città lombarde ed emiliane, poi sciolto nel 2018. Nel 2015 si sono registrati a Piacenza 117 500 arrivi e 221 300 presenze, che corrispondono circa alla metà del valore complessivo registrato in provincia di Piacenza.

## Infrastrutture e trasporti

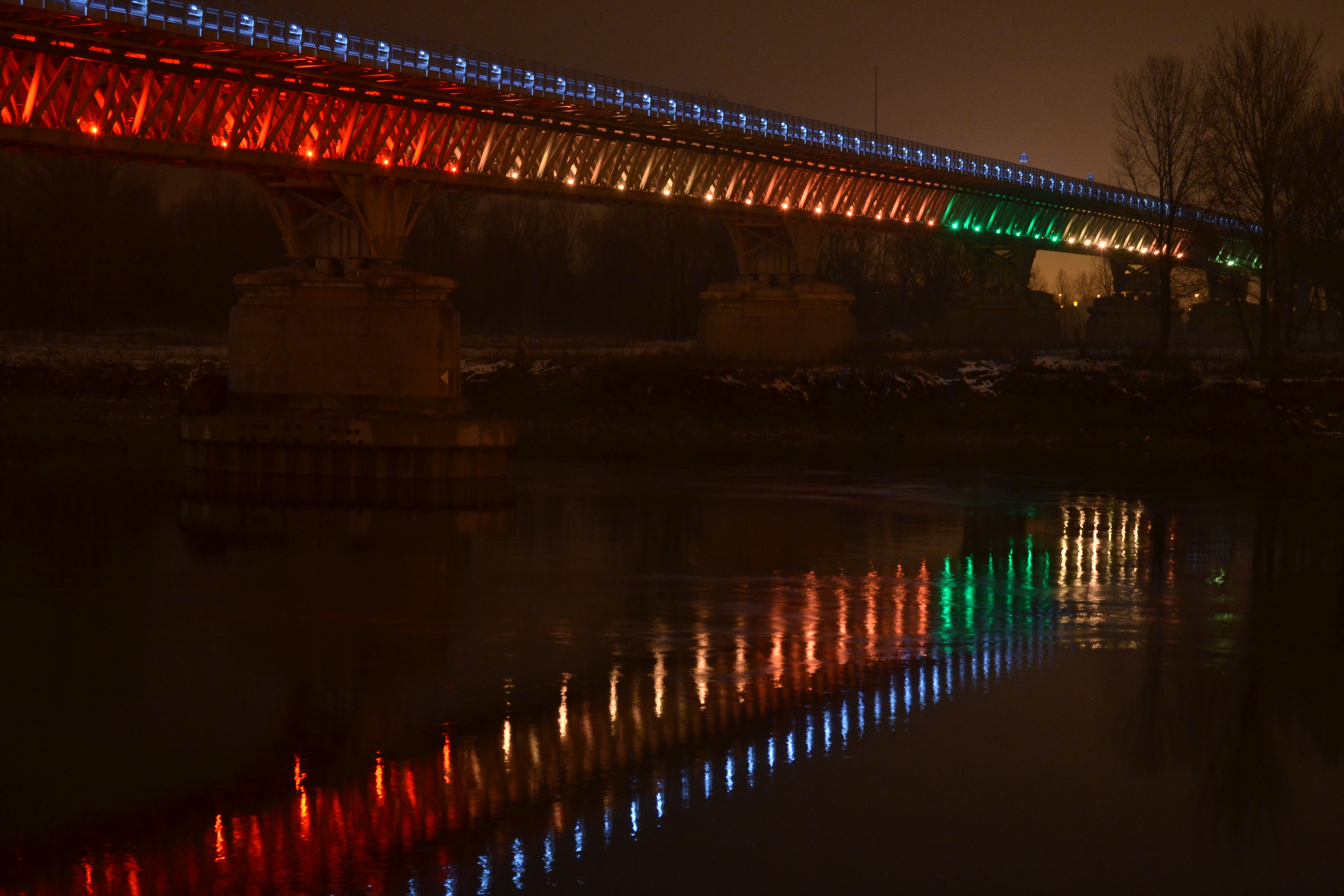
Il ponte stradale inaugurato nel 2010 (SS 9 Emilia) illuminato sul fiume Po.

### Strade
Vi si intersecano le autostrade A1 (Milano-Bologna-Firenze-Roma-Napoli) e A21 (Torino-Piacenza-Brescia). Le uscite autostradali cittadine e i relativi caselli sono stati quattro fino al 2008: due lungo l'A1 (Piacenza Nord, successivamente rinominato Basso Lodigiano, presso Guardamiglio, in provincia di Lodi, e Piacenza Sud) e due lungo l'A21 (Piacenza Ovest e Piacenza Est). La quarta uscita, Piacenza Est, posta lungo l'A21, è stata rinominata Piacenza Sud, a causa della sua vicinanza con l'omonima uscita sull'A1.
Il ponte della via Emilia sul fiume Po che collegava la città alla Lombardia, inaugurato nel 1908 e poi reinaugurato nel 1949 dopo i bombardamenti della Seconda guerra mondiale, ha subito un crollo di un'arcata il 30 aprile 2009, rendendo necessario il transito obbligatorio sull'autostrada. Il 16 novembre 2009 è stato inaugurato un ponte provvisorio poggiante su elementi galleggianti, utilizzato fino al 18 dicembre 2010, data di apertura al traffico del nuovo ponte in acciaio.

### Ferrovie

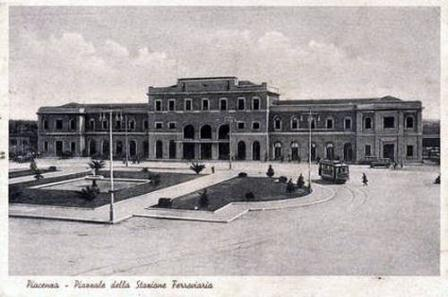
La stazione in una cartolina del 1939.

Essendo posta lungo la linea ferroviaria Milano - Bologna ed essendo capolinea della linea per Alessandria e per Cremona (di interesse locale), Piacenza è uno snodo ferroviario strategico in cui transitano anche i treni diretti a Genova.
La stazione ferroviaria è interessata da un forte flusso di pendolari diretti prevalentemente a Milano e provenienti non solo dalla città, ma anche dalle medie e basse valli della Trebbia, del Nure e da parte di quella del Tidone (che già si avvale della stazione di Castel San Giovanni). Nei pressi della città passa inoltre la linea ad alta velocità Milano - Bologna.
Dal 1933 al 1967 Piacenza fu capolinea della linea ferroviaria per Bettola, gestita dalla Società Italiana Ferrovie e Tramvie (SIFT), la cui stazione capolinea si trovava davanti alla stazione FS e il cui tracciato è ancora parzialmente visibile in un tratto di sottopassava la viabilità cittadina e in cui è stata ricavata una pista ciclabile.
Fino ai primi mesi del 2000 era attiva la ferrovia militare che collegava la stazione di Piacenza al Polo di Mantenimento Pesante Nord; percorreva lo stesso antico tracciato della linea per Bettola per poi immettersi in via IV Novembre e percorrere piazzale Genova e via XXIV Maggio. Questa rete ferroviaria, che un tempo raggiungeva i 20 km di estensione, serviva per il trasporto di mezzi, materiali e munizioni tra le zone militari della città, tra cui la Pertite e la Galleana. I binari sono ancora visibili in alcune aree di Piacenza, anche se ormai in disuso, e sono in corso valutazioni per una loro completa rimozione.

### Tranvie
Tra il 1881 e il 1938 da Piacenza si diramava una vasta rete tranviaria interurbana a vapore, gestita a partire dal 1908 dalla SIFT, che comprendeva le linee per:
- Bettola (1881-1933);
- Cremona (1882-1935);
- Pianello e Nibbiano (1893-1938)
- Agazzano (1907-1933);
- Lugagnano (1897-1938).

Inoltre, dal 1908 Piacenza fu servita da una rete tranviaria urbana a trazione elettrica, che nel 1924 raggiunse San Rocco al Porto. Le tranvie urbane furono soppresse nel 1955 e sostituite da autolinee gestite dalla società Auto Guidovie Italiane.

### Aeroporti
Per il trasporto aereo, gli scali più vicini sono l'aeroporto di Parma e i tre aeroporti dell'area milanese: Milano-Malpensa, Milano-Linate e Bergamo-Orio al Serio. In provincia ha sede l'aeroporto Militare di San Damiano.

### Mobilità urbana
I trasporti pubblici in città e provincia sono gestiti da SETA.

## Amministrazione

### Gemellaggi
Piacenza è gemellata con le seguenti città d'Europa:
- Erfurt[192]
- Plasencia, dal 1982[193][194], formalizzato nel 2005[195]

## Sport

La squadra di calcio del Piacenza nella stagione 1992-1993, che ottenne per la prima volta la promozione in Serie A.

La principale squadra calcistica della città è il Piacenza, che vanta 8 partecipazioni alla Serie A e che disputa le partite interne allo stadio Leonardo Garilli. Altra squadra cittadina capace di raggiungere il professionismo è stato il Pro Piacenza, sciolto nel 2019 a seguito di una grave crisi societaria e amministrativa culminata nell'esclusione al campionato di Serie C, categoria alla quale vanta 5 partecipazioni. Entrambe le società sono state fondate nel 1919.
Nella pallavolo maschile Piacenza è stata rappresentata fino alla stagione 2017-2018, stagione al cui termine la società ha terminato la propria attività agonistica, dalla Pallavolo Piacenza, società che ha vinto uno scudetto, una Coppa Italia, una supercoppa italiana, una Top Teams Cup e una Challenge Cup. A seguito della mancata iscrizione della Pallavolo Piacenza al campionato 2018-2019, la sua eredità è stata presa dalla neocostituita You Energy Volley, ripartita dalla Serie A2, militante nella stagione 2023-2024 in Superlega e con all'attivo la vittoria di una Coppa Italia.
Fino al 2016 era presente a Piacenza anche una squadra femminile, la River Volley, vincitrice nella sua storia di due campionati italiani, due Coppe Italia e due supercoppe italiane; in quell'anno la squadra si trasferì a Modena dove è rimasta fino alla chiusura definitiva, avvenuta nel 2018.
Nel rugby Piacenza è rappresentata dal Piacenza Rugby Club, militante nella stagione 2023-2024 in Serie B, e dal Rugby Lyons Piacenza, militante nella stagione 2023-2024 in Serie A Élite. Entrambe le squadre hanno all'attivo presenze nella massima serie italiana.
Nella pallacanestro, l'Unione Cestistica Piacentina ha disputato il campionato di Legadue nella stagione 2011-2012 prima di non iscriversi al torneo nell'annata successiva.
A seguito della scomparsa dell'UCP a rappresentare la pallacanestro a Piacenza sono presenti la Pallacanestro Piacentina, militante nella stagione 2023-2024 in Serie B Nazionale, e l'U.C.C. Assigeco Piacenza, nato nel 2016 a seguito della partnership tra il Piacenza Basket Club, squadra costituitasi a seguito della mancata iscrizione dell'UCP alla Legadue nel 2013, e l'U.C. Casalpusterlengo, militante nella stagione 2023-2024 in Serie A2.

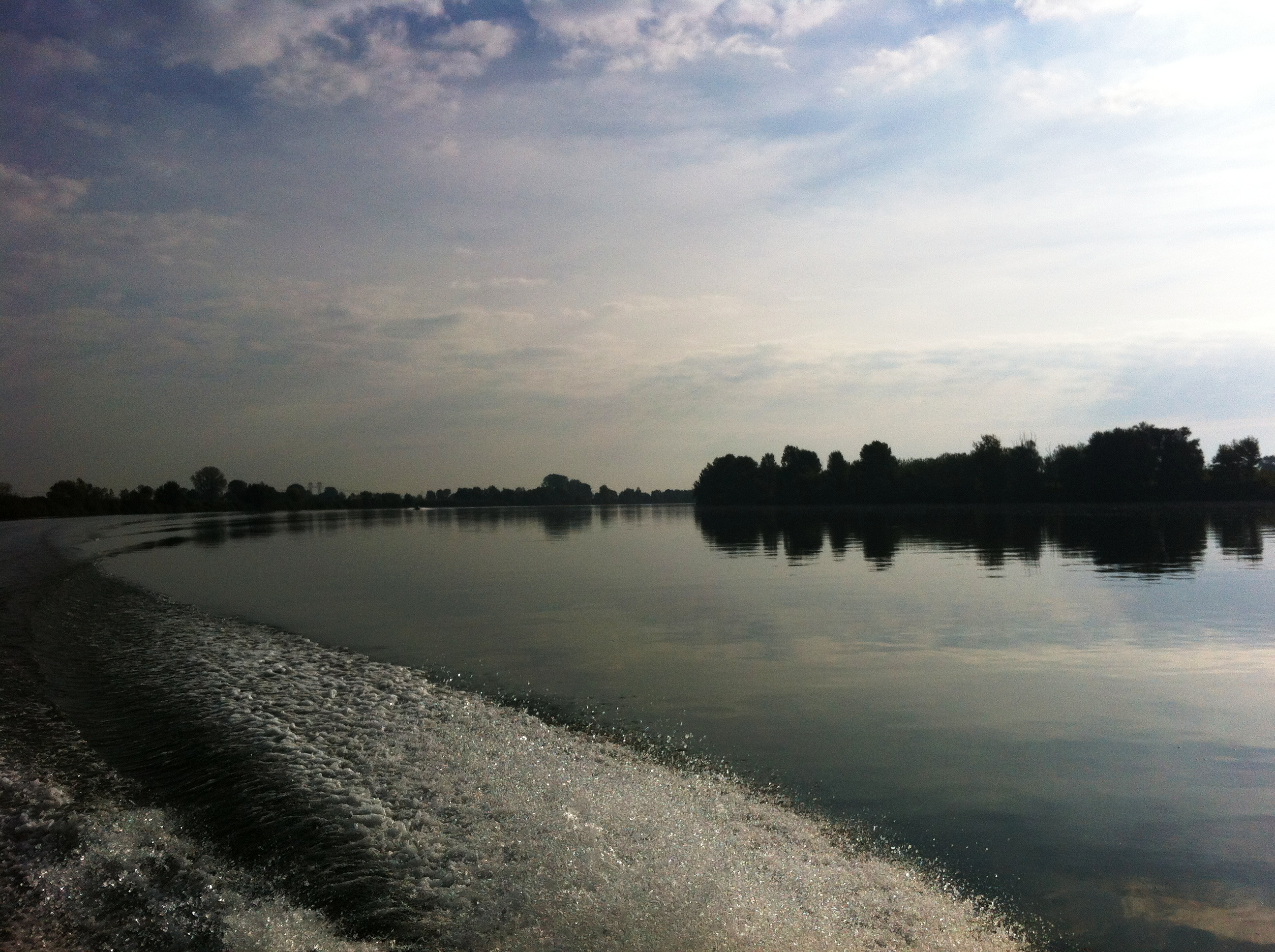
Il fiume Po.

La vicinanza del fiume Po ha favorito la pratica della motonautica agonistica. Durante il XX secolo furono organizzate dalla Motonautica Associazione Piacenza diverse edizioni del Gran Premio Motonautico Città di Piacenza che si teneva lungo il corso del fiume Po, nei pressi dello scalo del reggimento Pontieri. 
Nei pressi delle rive del fiume Po sono altresì presenti due società canottieri, la Nino Bixio, fondata nel 1883, e la Vittorino da Feltre, costituitasi l'anno precedente; in particolare, tra il 1927 e il 1932 gli atleti della società Vittorino da Feltre conquistarono diversi titoli nel canottaggio, tra cui alcune medaglie d'oro alle Olimpiadi di Amsterdam 1928.
Nel baseball è rappresentata dal Piacenza Baseball, militante nella stagione 2023 in Serie B e vincitrice del campionato italiano IBL 2 nel 2013. Nella pallanuoto dall'Everest Piacenza Pallanuoto, compagine militante nella stagione 2025-2026 in Serie A2 dopo la promozione avvenuta nel 2024 che ha seguito la promozione in Serie B avvenuta nel 2019.
Nel pugilato la città è rappresentata dalla società Salus et Virtus Boxe, palestra attiva dal 1904 i cui atleti hanno conquistato diversi titoli italiani.

### Ciclismo
Giro d'Italia
Piacenza è stata sede di tappa della "Corsa Rosa" in cinque occasioni (tre partenze e due arrivi), venendo inserita nel percorso del Giro in ventiquattro edizioni.
È stata sede di arrivo delle seguenti tappe:
| Anno | Tappa | Partenza    | km  | Vincitore di tappa | Maglia rosa       |
| ---- | ----- | ----------- | --- | ------------------ | ----------------- |
| 1968 | 7ª    | Alessandria | 174 | Guerrino Tosello   | Michele Dancelli  |
| 1986 | 17ª   | Foppolo     | 186 | Guido Bontempi     | Roberto Visentini |

È stata inoltre sede di partenza delle seguenti tappe:
| Anno | Tappa | Arrivo                      | km  | Vincitore di tappa | Maglia rosa          |
| ---- | ----- | --------------------------- | --- | ------------------ | -------------------- |
| 1986 | 18ª   | Cremona (cron. individuale) | 36  | Francesco Moser    | Roberto Visentini    |
| 2006 | 5ª    | Cremona (cron. a squadre)   | 38  | Team CSC           | Serhij Hončar        |
| 2021 | 4ª    | Sestola                     | 187 | Joseph Dombrowski  | Alessandro De Marchi |

Tour de France
Piacenza è stata sede di tappa anche per il Tour de France: nell'edizione 2024 l'Italia ospitò la "Grande Partenza" della corsa francese e la città fu sede di partenza della 3ª tappa Piacenza-Torino.
| Anno | Tappa | Arrivo | km  | Vincitore di tappa | Maglia gialla   |
| ---- | ----- | ------ | --- | ------------------ | --------------- |
| 2024 | 3ª    | Torino | 231 | Biniam Girmay      | Richard Carapaz |

Giro d'Italia Women
In campo femminile, la città è stata sede di arrivo di due tappe del Giro Rosa, nel 2011 e nel 2018; nel secondo caso la città è stata anche sede di partenza e la tappa si è svolta interamente nel territorio della provincia di Piacenza.

## Citazioni
(Giovannino Guareschi)
(Guido Piovene)